# Indiana Jones y la última cruzada
Indiana Jones y la última cruzada (título original en inglés: Indiana Jones and the Last Crusade) es una película estadounidense de aventuras dirigida por Steven Spielberg, estrenada en 1989 y producida por Robert Watts, George Lucas y Frank Marshall. Es el tercer filme estrenado de la serie cinematográfica de Indiana Jones, siendo también el tercero en términos cronológicos de la franquicia. Obtuvo un premio Óscar en la categoría de mejores efectos y edición de sonido, de un total de tres nominaciones, siendo las restantes mejor banda sonora y mejor sonido.
El guion lo escribió Jeffrey Boam, quien reelaboró los libretos redactados por Chris Columbus y Menno Meyjes. Tiempo después, Spielberg sugirió incorporar al padre del protagonista en la trama, al considerar que la película debía girar en torno a la reconciliación de un padre con su hijo durante la búsqueda del Santo Grial, elemento sugerido desde un inicio por George Lucas.
La concepción de la película se originó cuando Spielberg decidió completar la planeada trilogía de filmes de Indiana Jones. A pesar de que los resultados del Templo no habían sido malos, Spielberg había encajado mal las críticas de la película. Por ello, una de las razones de Spielberg para hacer La última cruzada, aparte de terminar la trilogía, fue «disculparse con los seguidores del personaje por la segunda película». Para superar a su predecesora, los realizadores querían retomar el estilo, tanto narrativo como visual, de Los cazadores del arca perdida / En busca del arca perdida (Raiders of the Lost Ark en su título original). La trama describe la búsqueda del padre del arqueólogo, secuestrado por los nazis, los cuales buscan el Grial para obtener la inmortalidad. Para impedirlo, Indy debe descubrir una serie de pistas relacionadas con el mismo, las cuales habrían de llevarlo directamente a la ubicación del legendario cáliz usado por Jesucristo en La Última Cena.
El reparto estuvo integrado por Harrison Ford, Sean Connery, Denholm Elliott, Alison Doody y John Rhys-Davies. El rodaje fue realizado en diversas localizaciones de España, Reino Unido, Italia, Jordania y Estados Unidos.
Tras su estreno el 24 de mayo de 1989 en Estados Unidos, La última cruzada obtuvo en su primer fin de semana de proyección una de las mejores recaudaciones en territorio estadounidense durante dicho año, con un total de 29 355 021 USD, por debajo solamente de filmes como Cazafantasmas 2 y Batman. En total, recaudó un total de 474 171 806 USD en todo el mundo, pasando a ser considerada una de las películas más exitosas de todos los tiempos. Por otra parte, las críticas fueron variadas, siendo elogiada a rasgos generales por sus escenas de acción y aventura, así como por la historia en torno a la reconciliación de Indy con su padre. Casi veinte años después, en 2008, la cinta continuó con Indiana Jones y el reino de la calavera de cristal. Previamente, Lucas produjo la serie de televisión Las aventuras del joven Indiana Jones, la cual aborda las aventuras del arqueólogo durante su infancia y juventud, estrenada a comienzos de la década de 1990.

## Argumento

### Utah, Estados Unidos, 1912

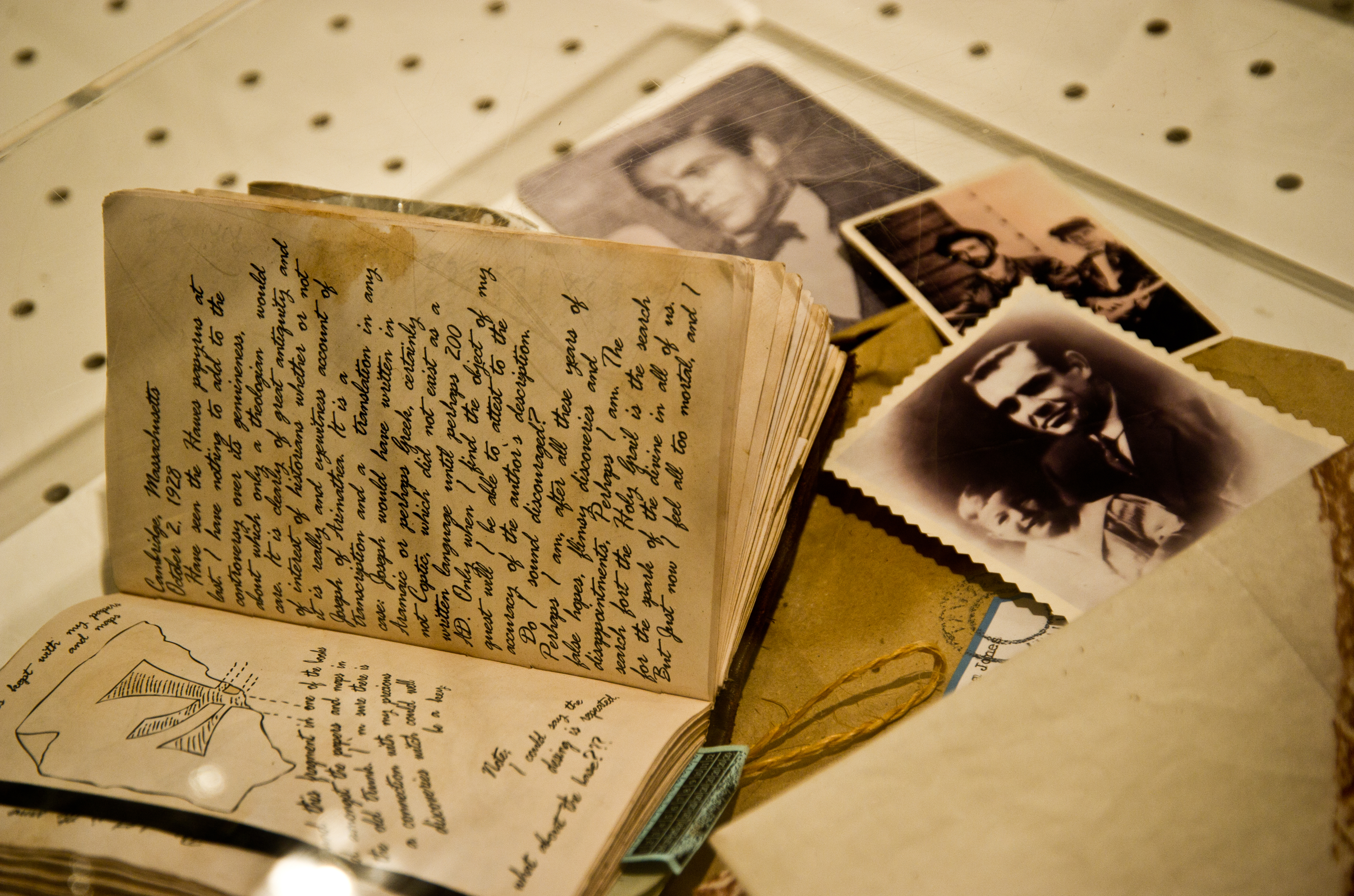
Réplica del diario de Henry Jones, Sr.

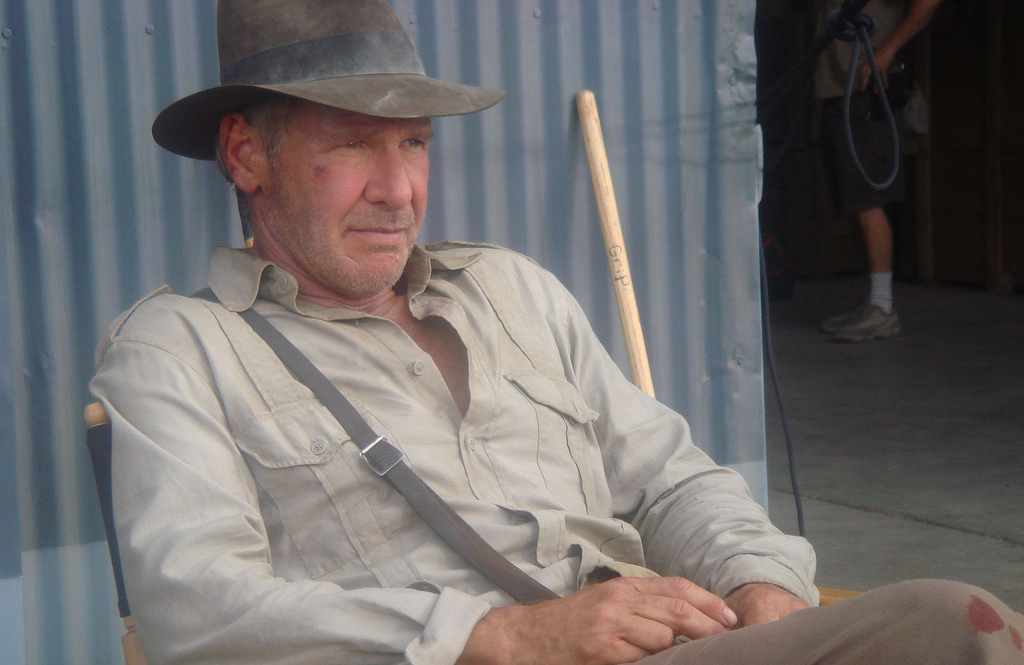
Harrison Ford caracterizado de Indiana Jones durante el rodaje de Indiana Jones y el reino de la calavera de cristal. Indy viste su característico sombrero fedora. En el comienzo de La última cruzada se explica cómo el joven Jones se hizo con su primer sombrero fedora.

La historia comienza en 1912, cuando un Indiana Jones de trece años aparece cabalgando con su compañía de boy scouts en una zona desértica de Utah. El joven Indiana descubre a unos buscadores de tesoros furtivos en una cueva, los cuales acababan de encontrar una cruz que había pertenecido al conquistador español Francisco Vázquez de Coronado, la Cruz de Coronado. El jefe de los cazatesoros viste una chaqueta de cuero y un sombrero fedora, por lo que el joven Indiana le denomina «Fedora». Indy roba la cruz sosteniendo que debería permanecer en un museo en lugar de en una colección privada. Tras escapar de Fedora a caballo y refugiarse en un tren circense, el joven consigue un látigo en uno de los vagones, con el que termina hiriéndose el mentón, y adquiriendo una fobia a las serpientes al caer directamente en un vagón con reptiles. Aunque consigue huir con la cruz, los ladrones, en nombre de su cliente, Panama Hat (en referencia al sombrero panamá que lleva), le dicen al sheriff del pueblo donde viven que Indiana fue el ladrón y este se ve obligado a devolverla, mientras su descuidado padre, Henry Jones, sigue trabajando en su diario sobre el Santo Grial. El jefe de los ladrones, vestido de forma similar al Indiana futuro, e impresionado por el coraje del joven, le obsequia con unas palabras de aliento («Hoy has perdido, chico, pero no tiene por qué gustarte») y le regala su sombrero fedora.

### Costa portuguesa, 1938
Mediante una elipsis hecha con el sombrero fedora de Indy, la historia avanza veintiséis años después, en 1938. Indiana, ya adulto, se encuentra a bordo del barco de Panama Hat, el Coronado, junto a la costa portuguesa, y consigue arrebatarle finalmente la cruz antes de que el barco explote y volver a la Universidad Barnett, donde enseña. Allí, dona la cruz al museo que dirige Marcus Brody. Poco después recibe un paquete que no abre en ese momento.

### Venecia, Italia

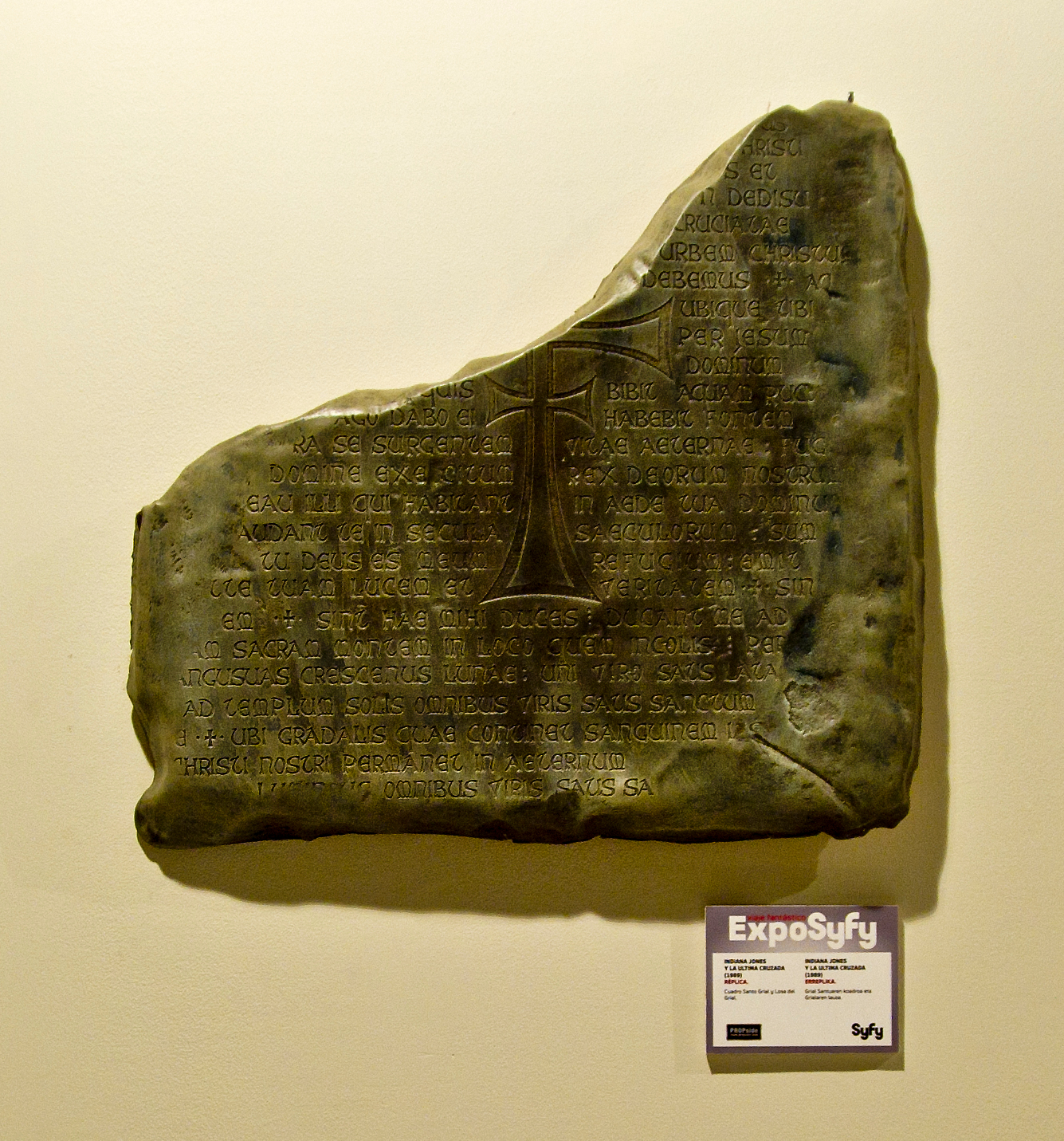
Tablilla del escondite del Grial.

Más adelante, Indiana se reúne con el millonario Walter Donovan en su apartamento. Donovan ha hecho generosas contribuciones al museo en los últimos años, e informa a Indiana de que su padre había desaparecido mientras buscaba una pista de la ubicación del Grial, del que Donovan cree que proporciona la inmortalidad. Donovan le muestra a Indiana la mitad de una antigua tablilla de arenisca con un texto en latín que parece datar del siglo XII, encontrada por unos empleados de Donovan en Anatolia. La tableta describe el escondite del Grial, pero se encuentra incompleta. Donovan también le cuenta que, según ciertos textos medievales, el hallazgo de dicha tablilla es una señal de la aparición del Grial. La segunda señal se podría encontrar en Venecia, en la tumba de un caballero de la Primera Cruzada. Donovan le cuenta que el encargado de la búsqueda del Grial en Venecia era su padre y que había desaparecido allí.

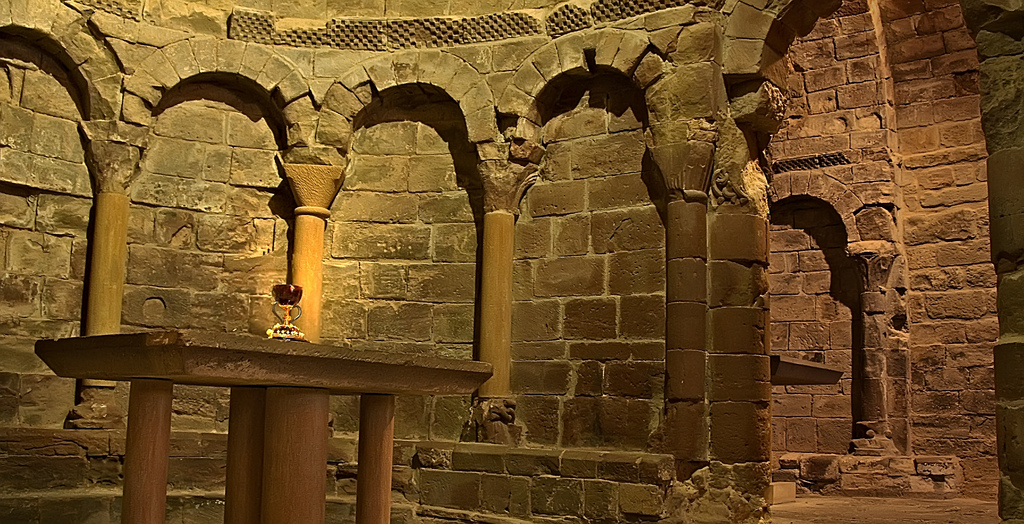
Cáliz representando el Santo Grial en el Monasterio de San Juan de la Peña (España). En La última cruzada, la búsqueda del Grial es el McGuffin que sirve como excusa argumental para hacer avanzar la trama.

Poco después, Indiana visita el apartamento de su padre, que había sido registrado, y se percata de que el paquete que había recibido era el diario en el que su progenitor recogía todos sus hallazgos e impresiones en la búsqueda del Grial. Comprendiendo que su padre no le habría enviado el diario a menos que estuviese en dificultades, viaja a Venecia en compañía de Marcus para encontrarse con la doctora Elsa Schneider, ayudante austriaca de su padre en la búsqueda, y así seguirle el rastro a su extraviado padre. Su recorrido en Venecia comienza en la biblioteca donde fue visto la última vez. Allí, Indy reconoce una vidriera dibujada por su padre en el diario, bajo la que encuentra una «X» en el suelo, rompe una baldosa y entra en unas antiguas catacumbas inundadas de petróleo. En el interior se halla la tumba de sir Richard, el caballero de la Primera Cruzada, cuyo escudo contiene una versión completa de la información en la tablilla. Sin embargo, la Hermandad de la Espada Cruciforme, una sociedad religiosa secreta que protege el Santo Grial, incendia el petróleo de las catacumbas para matar a Indiana y a Elsa. Ante esto, Indiana derriba el sarcófago de Richard, de forma que Elsa y él pudieron resguardarse de las llamas, y así cruzar por una alcantarilla para salir de la biblioteca. Finalmente, ambos logran huir a bordo de una lancha a motor. La persecución termina cuando Jones logra capturar a Kazim, el líder de la sociedad secreta, el cual le explica que la Hermandad tiene como objetivo proteger al Grial de aquellos que lo buscan con intenciones perversas. Una vez que le convence de que su propósito es encontrar a su padre, y no el Grial, Kazim le revela que Henry está cautivo en el castillo de Brunwald, en Austria, cerca de la frontera con Alemania.
Antes de partir a Brunwald, Marcus e Indiana repasan el contenido del escudo de sir Richard. El texto del escudo habla de la antigua ciudad de Alejandreta que en la época de los Jones tenía el nombre de Iskenderun, una ciudad de la actual Turquía y entonces parte de la república de Hatay, un territorio disputado entre Turquía y el mandato francés de Siria. El diario de Henry proporcionaba instrucciones adicionales, que permitirían hallar la localización del Grial, de forma que Indiana envía a Marcus y a Kazim a Alejandreta mientras que él y Elsa parten a Brunwald para salvar a Henry. Mientras tanto, una vez en Alejandreta, Marcus, con el diario de Henry, se encuentra con Sallah, el cual intenta ayudarlo a ocultarse de una muchedumbre de gente, en la cual se hallan algunas personas trabajando para las tropas nazis que desean obtener información sobre el Grial.

### Castillo de Brunwald, Austria, junto a la frontera con Alemania
Al arribar al castillo, situado cerca de Salzburgo, el aventurero descubre que se trata de un centro de mando nazi. A pesar de ello, se las arregla para rescatar a su padre. Sin embargo, poco después ambos son traicionados por Schneider y Donovan, quienes trabajan en realidad para los nazis, y cuya doble identidad tenía la finalidad de involucrar a Indiana Jones en la búsqueda del Grial. No obstante, padre e hijo logran escapar, cruzando la frontera en motocicleta con Alemania y viajando a Berlín para recuperar el diario del primero, que había sido robado por los nazis y llevado allí por Schneider para mostrar el progreso de la misión al propio Hitler.

### Berlín, Alemania
Nada más llegar a Berlín, los Jones asisten a un acto nazi de quema de libros, donde un Indiana disfrazado intercepta a Elsa y la convence de devolverle el diario, tropezándose instantes después con Adolf Hitler. Indiana y Henry intentan salir de Alemania en un dirigible LZ-138 que se dirige a Atenas en un vuelo comercial, que despega sin que los Jones sean descubiertos. Sin embargo, al percatarse de su presencia entre el pasaje el capitán intenta regresar a Berlín, obligando a los protagonistas a escapar de la nave y abordar un avión de caza anclado al dirigible. En el proceso, deben evadir a unos cazas nazis. Para su desgracia, Henry, tratando de repeler a los aviones alemanes, accidentalmente le dispara a la cola de su propio avión y el vehículo se estrella, aunque logran salir ilesos. Posteriormente, en una playa, Henry usa su paraguas para espantar una bandada de gaviotas, que causan numerosos daños a un segundo avión perseguidor, haciendo que este se estrelle. De esta forma, los Jones son capaces de reunirse con Sallah, un antiguo amigo de Indiana, enfrentándose a los nazis, quienes han capturado a Brody en Alejandreta, poco después de reunirse con Sallah.

### Hatay

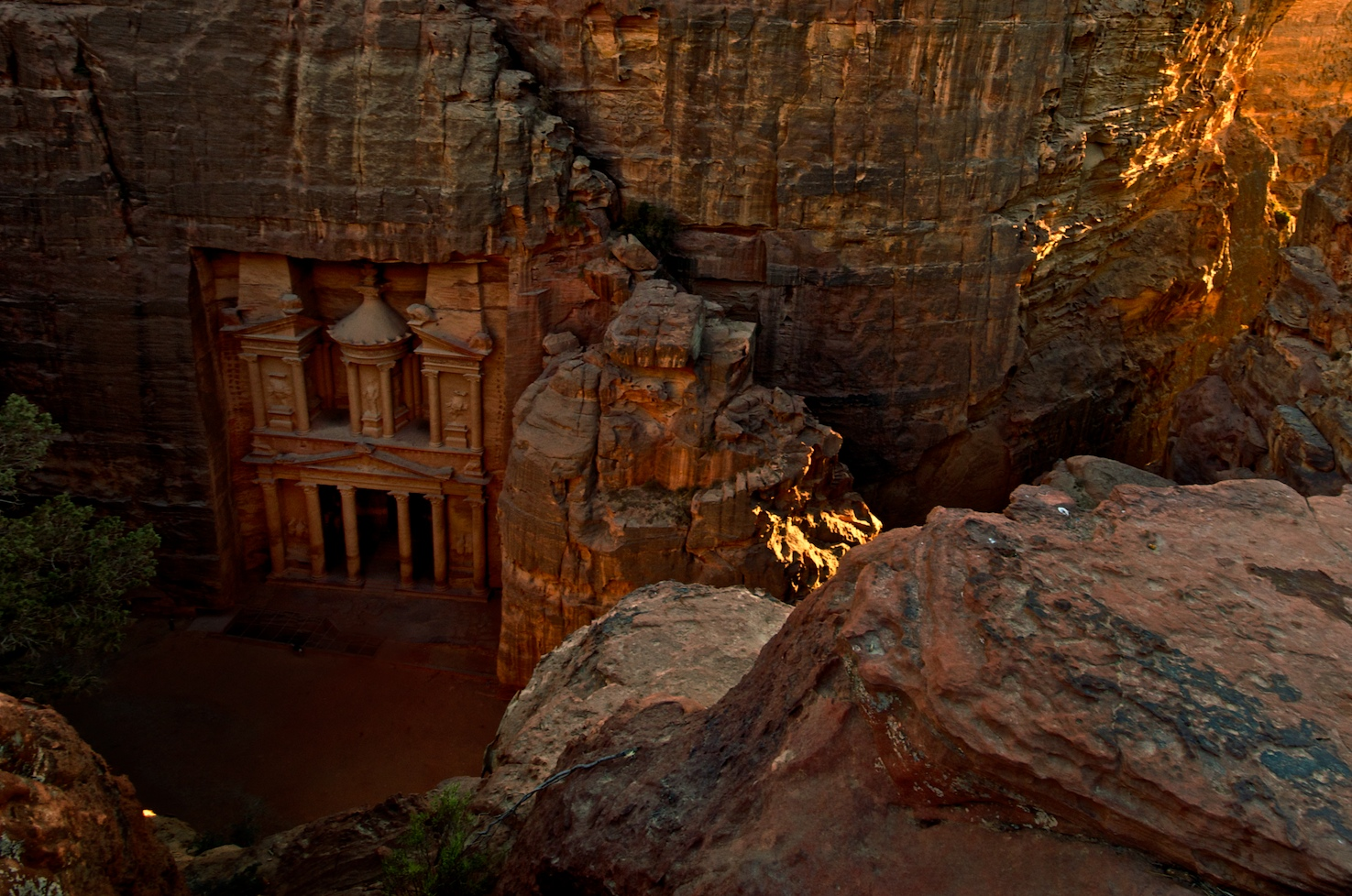
El Tesoro de Petra al atardecer. El Tesoro de Petra (Al Khazneh), en Jordania, fue usado como el templo secreto donde se encontraba el Grial.

Tras su llegada a Alejandreta, la partida nazi, dirigida por el coronel Vogel de las SS, intenta negociar un tratado con el sultán ofreciéndole un cofre de joyas a cambio de libertad de movimiento en su territorio. El sultán accede, aunque prefiere un coche de la escolta nazi, un Rolls-Royce Phantom II, en lugar del cofre.
La partida nazi consta de camellos, caballos, escolta armada, provisiones, vehículos para el desierto y tanques. Con el mapa que portaba Brody, la partida, dirigida por Vogel, Schneider y Donovan, se dirige al cañón de la Media Luna. La Hermandad aparece también, atacando a la caravana nazi, pero es derrotada. Al mismo tiempo, Henry intenta rescatar a Brody del tanque en que está prisionero, pero también es capturado. Consecuentemente, Indy salta hacia el tanque y rescata a los prisioneros antes de que el vehículo caiga por un precipicio, lo cual causa la muerte del coronel Vogel.
Los Jones, Sallah y Brody llegan al cañón de la Media Luna, donde se encuentra el templo secreto que alberga el Grial. Los nazis les descubren y capturan y Donovan le dispara a Henry, obligando a Indiana a recuperar el Grial para curar sus mortales heridas. Guiado por el diario, Indiana sortea las trampas mortales que guardan el acceso al Grial, llegando a una sala donde el Caballero del Grial, un caballero de la Primera Cruzada que se mantiene vivo por el poder del Grial, lo ha escondido entre muchas copas falsas, mientras Donovan y Elsa le siguen. El caballero les informa de que si desean el Grial, deben elegir sabiamente, pues si se bebe de un recipiente falso, el que lo hiciese moriría al instante. Elsa toma una copa dorada incrustada de joyas para Donovan, creyendo que se trata del cáliz auténtico. El millonario bebe impacientemente, pero no se trata del verdadero Grial y Donovan muere de manera terrible, envejeciendo instantáneamente hasta reducirse a polvo y cenizas.

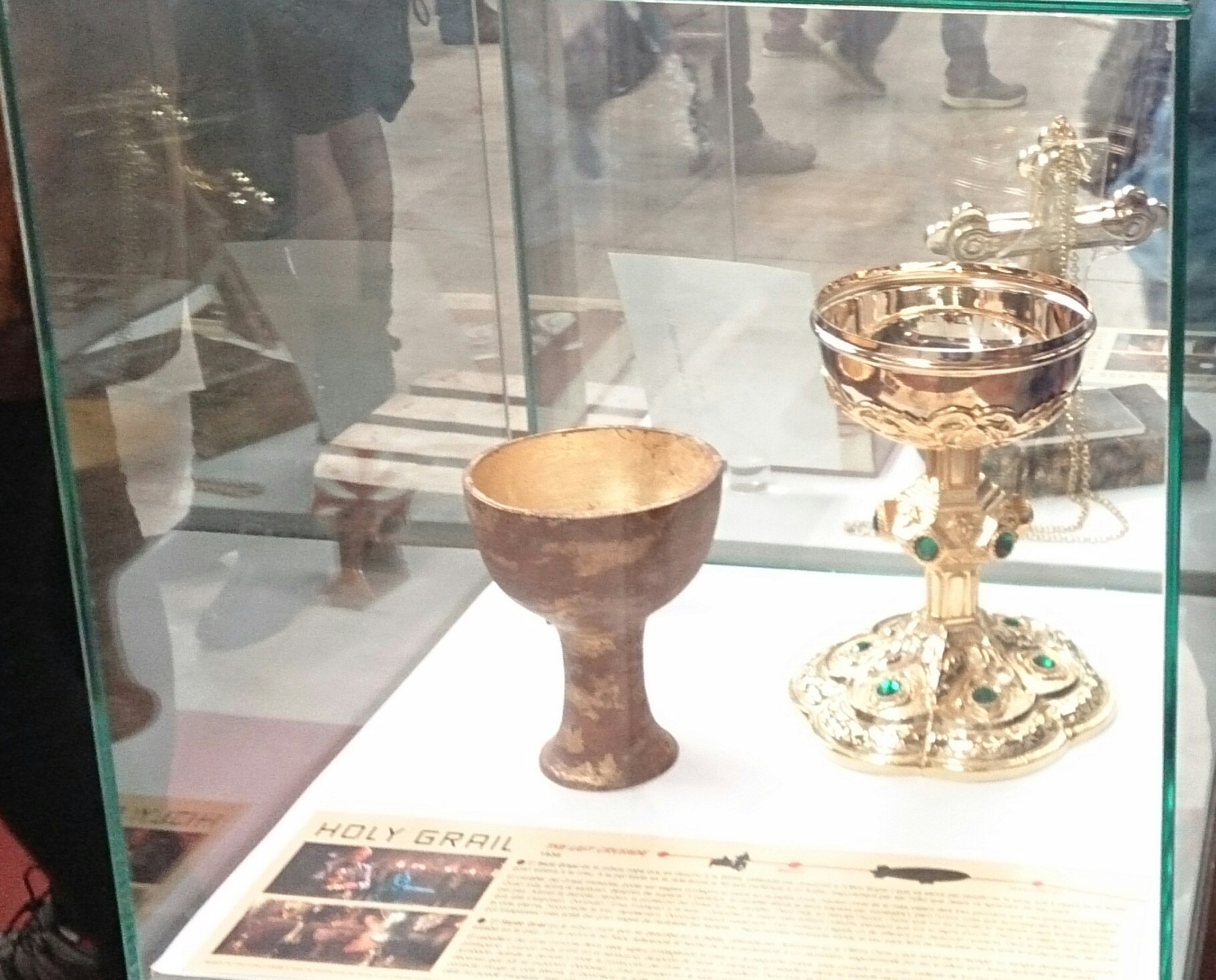
Réplicas del Grial verdadero y del falso.

Tras esto, Indiana que se da cuenta de que la copa debería ser más propia de un carpintero que de un rey, toma una copa modesta con un interior dorado, y bebe de ella sin dañarse. Asimismo, vuelve a llenar el recipiente con agua y cura a su padre moribundo. A pesar de la advertencia del caballero de no dejar que el Grial traspasara el Gran Sello de acuerdo a la ley de Dios, Elsa intenta salir con él y el interior del templo comienza a derrumbarse. Acto seguido, se forma una enorme grieta en el suelo y la doctora cae por ella. Aunque Indiana intenta rescatarla, la mujer muere al intentar recuperar el Cáliz, que ahora yace sobre un pequeño saliente, a punto de perderse en el abismo. Igualmente, el aventurero intenta recuperar el recipiente sagrado, sin embargo, su padre lo convence de dejarlo, antes de escapar junto con Brody y Sallah del templo. Escenas después, Henry revela que «Indiana» era el nombre del perro de la familia, una revelación que divierte a Sallah, dando a conocer también el nombre verdadero de Indiana: Henry Jones (Junior). Al final, todos montan sus caballos, salen del cañón y cabalgan hacia el ocaso.

### Temática de la película
En La última cruzada, Indiana Jones debe evitar que los nazis encuentren el Santo Grial. Para ello, tiene que rescatar antes a su padre, que ha sido secuestrado por los mismos nazis, puesto que posee un diario con la información necesaria para localizar el mítico objeto. Sin embargo, la búsqueda del Grial no es el tema principal de la película. En las tramas de búsqueda, el personaje se moldea y evoluciona a través de esta búsqueda y del éxito o fracaso en encontrar lo buscado, lo que no ocurre en La última cruzada. Es la búsqueda de su padre lo que hace evolucionar al personaje de Indiana Jones y no la del Grial. Como en el resto de películas de la serie de Indiana Jones, el objeto buscado (el Arca de la Alianza, las piedras Shankará o la Calavera de Cristal) no es más que un McGuffin (una excusa argumental introducida para hacer avanzar el guion, utilizado el término acuñado por Alfred Hitchcock), tal como reconoció el propio George Lucas, por lo que la búsqueda del Grial no es más que una excusa para buscar al padre. Según Lucas, la película trata del reencuentro entre un padre y su hijo y no de la búsqueda de un objeto. La relación distanciada que Indiana mantiene con su padre es un tema que resulta común en otras películas de Spielberg, tales como E.T., el extraterrestre o Hook. El propio Spielberg tenía una relación difícil con su padre.
La exploración en La última cruzada del vínculo entre padres e hijos junto al uso de imágenes religiosas es comparable a otras dos películas de 1989, Star Trek V: la última frontera y Field of Dreams. La crítica del New York Times, Caryn James, sintió por su parte que dicha combinación en estas películas refleja las preocupaciones de la Nueva Era, donde el culto a Dios se equiparaba a la búsqueda de los padres. Asimismo, consideró que ni Indiana ni su padre se muestran preocupados por encontrar el Grial, o siquiera por derrotar a los malvados nazis, sino que más bien están interesados en encontrar un respeto profesional mutuo a través de sus aventuras. De igual manera, contrastó la destrucción bíblica del templo, con la mucho más efectiva y pacífica conversación entre los Jones, al final de la película. Ahí, notó que la madre de Indiana no está en el prólogo, concluyendo entonces que murió antes de que sucedieran los acontecimientos de la película.

### Estructura narrativa
La última cruzada comparte la misma estructura narrativa con sus dos antecesoras. Las tres narran la búsqueda de un objeto de gran valor, tanto histórico como religioso y culminan en una elección, en la que Indiana tiene que optar entre el objeto buscado o una persona. Enfrentado a esta elección, y a diferencia de sus antagonistas, elige a la persona y no al objeto, dando cuenta de su transformación durante la búsqueda. Al final de la historia Indiana alcanza la iluminación interior: «espiritualidad sobre cinismo y necesidades comunitarias frente a metas personales».
El prólogo de la película no altera esta estructura básica, puesto que las escenas iniciales de las tres películas proporcionan las pistas para entender la actitud de Indiana durante la película. Esa actitud que la propia búsqueda transforma y finalmente es rechazada por Indy. Sin embargo, el prólogo de La última cruzada no solo proporciona pistas acerca de los eventos que se producirán durante el filme, sino que también proporciona datos para comprender al personaje a lo largo de toda la saga. Aparte de rasgos asociados a la apariencia o las fobias del personaje (el sombrero fedora, el látigo, la cicatriz en el mentón, el miedo a las serpientes), el prólogo introduce los dos modelos de Indiana en su relación con el pasado y sus tesoros: su padre, Henry Jones, un estudioso que busca la iluminación espiritual a través del estudio del pasado; el cazatesoros conocido como «Fedora», un mercenario que busca tesoros para su lucro personal, pero que le muestra una actitud de no rendición ante las dificultades.

## Reparto
- Harrison Ford como Indiana Jones: en esta ocasión, el arqueólogo y aventurero busca rescatar a su padre y encontrar el Santo Grial. Ford mencionó que le fascinó la idea de introducir al padre de Indy debido a que esto le permitió explorar otro aspecto de la personalidad de Indiana: «Se trata de dos personas que jamás han llegado a ningún arreglo entre ellos. Indy se comporta de manera distinta cuando está en presencia de su padre. ¿Quién más se atrevería a llamar junior a Indy?».[20] Cuando filmó El arca perdida, Ford se había comprometido verbalmente a participar en las tres películas solo si le convencía el guion.[21] La participación de Ford en el proyecto no se confirmó hasta el 9 de febrero de 1987,[22] y según sus propias palabras, fue la idea de introducir al padre de Indiana Jones en la película lo que le había decidido a aceptar la propuesta.[21] Poco después, insistió en interpretar sus propias escenas de riesgo, a tal grado que su doble para escenas de acción, Vic Armstrong, bromeó diciendo que su escena más complicada había sido convencer a Ford de que lo dejase hacer algunas escenas a él también. Entre los segmentos en que Armstrong aparece se encuentran el salto de, aproximadamente, 3 metros que realiza Indiana para trasladarse de su caballo al tanque en movimiento, así como el brinco que da el aventurero desde una roca para robar el caballo. En esta última, Armstrong logró convencer a Ford de que le dejara realizar la escena debido a que sentía que, de no hacerla, se quedaría sin trabajo en la película.[23]

- River Phoenix como el joven Indiana de 13 años de edad: previamente, Phoenix había interpretado al hijo de Ford en La costa de los mosquitos (1986). De esta forma, fue el propio Ford quien recomendó a Phoenix para dicho papel. Fue él quien dijo que, de los actores jóvenes que estaban activos en ese momento, Phoenix era el que más se parecía a él a esa edad.[6] Asimismo, Phoenix estaba interesado en un papel más cómico y alegre.[24] De hecho, Ford estuvo presente durante la grabación de la escena de Phoenix, para aconsejar al entonces joven actor respecto a su interpretación.[25] Lucasfilm se mostró sigiloso en torno a la elección de Phoenix, lo cual puede evidenciarse en el guion mismo de la película, en donde su personaje es referido simplemente como el «chico en el tren». Cuando se filtró la verdad, el estudio se encargó de esparcir un nuevo rumor al decir que Phoenix interpretaría al joven hermano de Indiana.[24] Por otra parte, aunque el actor aparece de frente al león en la escena correspondiente, se requirió de un doble para las tomas más peligrosas, como aquellas en las que Indiana es derribado y en donde hace restallar su látigo sobre el león.[23]

- Sean Connery como el profesor Henry Jones: el padre de Indiana, un profesor de literatura medieval que se preocupa más por buscar el Grial que en educar a su hijo. En el prólogo, el personaje fue interpretado por Alex Hyde-White. Cuando le fue sugerida la incorporación del padre del aventurero, Spielberg pensó desde un principio en Connery,[21] aun cuando no lo acordó con Lucas previamente. Lucas creó el personaje simulando a un «profesor loco y excéntrico» parecido al actor británico Laurence Olivier, cuya relación con Indiana es «la de un profesor estricto y su estudiante, en vez de la de un padre y su hijo».[22] Spielberg era un fanático de la interpretación de James Bond hecha por Connery, sintiendo que nadie más podría interpretar el papel tan bien como él.[26] El biógrafo de Spielberg, Joseph McBride, escribió al respecto: «Connery ya era el padre de Indiana Jones desde que la serie surgió del deseo de Lucas y Spielberg de competir con (y superar) las películas de Connery como James Bond».[15] Más aún, el director quería que el padre de Indy fuese interpretado por una estrella y no por un actor anónimo, incluso aunque Lucas pensaba que podría eclipsar a Ford.[12] Al principio, el actor rechazó el papel por ser solo 12 años mayor que Ford, sin embargo, al final cedió. Habiendo sido él mismo un estudiante de Historia, Connery comenzó a perfilar el personaje, así que se realizaron nuevas modificaciones al guion para añadir sus sugerencias. «Quería interpretar a Henry Jones en un estilo parecido al de sir Richard [Francis] Burton», comentó Connery. «Era algo obligado divertirse con el papel de un brusco padre escocés de la época victoriana».[26] Connery creía que Henry debía estar a la altura de su hijo, diciéndole a Spielberg que «lo que sea que Indy haya hecho, lo ha hecho mi personaje, pero mi personaje lo ha hecho mejor».[6] Connery confirmó su participación en la película el 25 de mayo de 1988.[22] De hecho, fue él quien improvisó la frase «[Ella] Habla en sueños» (como respuesta a su hijo que le preguntó que cómo sabía la verdadera identidad de Elsa) la cual permaneció en el escrito final debido a que hacía reír a todos en el reparto.[27] En los textos de Boam, la escena en que Henry le dice a Indiana que se acostó con Elsa ocurre poco después.[22]

- Alison Doody como la doctora Elsa Schneider: una profesora de Arte austríaca secretamente asociada con los nazis. Una vez que seduce a los Jones, los traiciona para conseguir el Grial. Schneider es el personaje femenino más complejo de las tres primeras películas. Es presentada como una persona madura, experimentada, sexualmente agresiva en ocasiones e intelectualmente a la altura de los Jones.[28] Doody tenía 21 años cuando audicionó para el rol, y era una de las primeras actrices que realizó las pruebas de selección para la película.[22] Doody se hirió mientras filmaba la escena de las catacumbas, al caerle cera caliente de la antorcha que llevaba en la mano. Ford se percató y rápidamente metió su mano en el agua, evitando que se quemara.[29] Cabe señalarse que, a manera de anécdota, Doody condujo el bote en la persecución en Venecia, sin necesitar que nadie en el equipo le instruyera acerca de cómo hacerlo. Poco después, casi hace chocar la nave contra la embarcación en la que se encontraba el equipo realizador para grabar la escena.[27] Asimismo, nunca mostró preocupación acerca de filmar con ratas, percibiendo que los animales estaban probablemente más asustados de lo que ella estaba.[23] Previamente, la actriz había interpretado a una chica Bond en la cinta A View to a Kill (1985). Wendy Leach —quien también había doblado a la protagonista femenina en las anteriores películas de la serie— fue requerida para ser la doble para escenas de acción de Alison Doody.[21]

- Denholm Elliott como el doctor Marcus Brody: el torpe colega inglés de Indiana. Elliot fue recuperado luego de que Spielberg decidiera recapturar el tono de El arca perdida (1981), tras la ausencia del actor en la cinta Temple of Doom (1984),[6] y fue uno de los primeros miembros del reparto en confirmar su participación, junto con Ford (como Indiana) y John Rhys-Davies (como Sallah).[21] Elliott sentía que su pequeño rol en la primera película había sido aburrido, por lo que prefirió disfrutarlo más en La última cruzada, específicamente el segmento en donde se revela que Brody tiene «dos pies izquierdos». Poco después, añadió: «Adoro la comedia, la vida es demasiado aburrida y triste sin ella».[24] A su vez, Elliott y Connery improvisaron el segmento en forma de toasting de «Genios de la restauración... Ayúdenos en nuestra resucitación».[30]

- John Rhys-Davies como Sallah: amigo egipcio de Indiana y un excavador profesional que vive en El Cairo. Al igual que Elliot, el regreso de Rhys-Davies se debió a un intento por recapturar el espíritu de El arca perdida.[6] Previamente, había participado como aliado del agente 007 en The Living Daylights (1987). Rhys-Davies dijo que desde la anterior película de Jones, Sallah «ha envejecido y se ha puesto un poco más gordo. Esta vez, lo vemos sin las dependencias hacia su esposa e hijos. Ahora, es un poco más determinado, y está dispuesto a arriesgar su físico contra los alemanes. Sin embargo, más allá de eso, sigue siendo el mismo viejo Sallah».[24] Rhys-Davies sufrió de ciática durante la filmación, un padecimiento que empeoró a causa de la escena en la que tenía que montar a caballo.[23] Luego cayó de su caballo mientras lo montaba para la última escena de La última cruzada (debido a que el caballo de Connery asustó al suyo), aunque no resultó herido.[29]

- Julian Glover como Walter Donovan: un empresario estadounidense que envía a los Jones a buscar el Santo Grial. En realidad, Donovan trabaja para los nazis y desea obtener la inmortalidad. Previamente, Glover había interpretado al general Veers en El Imperio contraataca, de Lucas, así como a un villano en la película de James Bond Sólo para tus ojos. Además, a manera de anécdota, Glover vivía al lado del productor Robert Watts, audicionando originalmente para el rol de Vogel. No obtuvo el papel debido a que los productores lo prefirieron como Donovan.[22] Glover, que es inglés, tuvo que adoptar el acento estadounidense para la cinta,[31] aunque luego declaró haberse sentido insatisfecho con el resultado.[6] Watts sugirió asimismo que la esposa de Glover, Isla Blair, tuviera un cameo como la esposa de Donovan.[22]

- Michael Byrne como el coronel Vogel: un despiadado coronel de las SS. Byrne y Ford habían actuado juntos previamente en la película Fuerza 10 de Navarone (1978), una secuela de Los cañones de Navarone, dirigida por Guy Hamilton, en donde interpretaron igualmente a un alemán y un estadounidense, respectivamente.[24]

- Kevork Malikyan como Kazim: el líder de la Hermandad de la Espada Cruciforme, una secta secreta que se encarga de proteger el Santo Grial. Antes de incorporarse a La última cruzada, Malikyan impresionó a Spielberg por su participación en Expreso de medianoche (1978). Originalmente, estaba previsto que hubiese audicionado para el rol de Sallah en El arca perdida, lo que no ocurrió a causa de un embotellamiento vehicular que impidió su cita con el director.[24]

- Robert Eddison como el Caballero del Grial: el guardián del cáliz, que bebió de la copa de Cristo durante las Cruzadas y, como inmortal, debe permanecer en el interior del templo. Eddison era un actor experimentado en teatro y televisión, que había participado en una única película (teniendo un papel secundario en la comedia Vice Versa, en 1948, dirigida por Peter Ustinov). Glover dijo que Eddison estaba emocionado y, al mismo tiempo, nervioso por su debut cinematográfico, preguntando constantemente si había actuado correctamente en cada toma.[29]

- Vernon Dobtcheff como el mayordomo del castillo de Brunwald: es quien abre la puerta a Indiana en el castillo austríaco, y a quien el aventurero intenta engañar diciendo que es el escocés Lord Clarence MacDonald. Cuando el mayordomo dice «Si usted es un Lord escocés, entonces yo soy Mickey Mouse»;.[32] Indiana se ve obligado a golpearlo y dejarlo inconsciente. Al principio, Spielberg y Lucas querían que este personaje bromeara diciendo que era Jesse Owens, y luego Mae West, no obstante se percataron de que los públicos más jóvenes no entenderían la broma. La escena fue reducida durante el proceso de edición para excluir el segmento en que Indy esconde al mayordomo en un sarcófago que tiene un extraño parecido con él.[33]

- Michael Sheard como Adolf Hitler: el líder nazi que, literalmente, se topa con un despistado Indiana durante una quema de libros. Sin percatarse de que se halla enfrente del aventurero o de que siquiera está sosteniendo el diario con la información del Grial, lo abre en una página al azar, lo firma y se lo devuelve a Indy. Sheard, que sabía hablar en alemán, había audicionado antes para el papel de Toht en El arca perdida, sin embargo, fue elegido como el capitán del submarino. Al igual que Julian Glover, previamente participó en El imperio contraataca, interpretando al almirante Ozzel. La meteorología y problemas de agenda no le permitieron completar sus escenas, pues tuvo que dejar el rodaje antes de terminar, así que Spielberg tuvo que eliminar sus escenas, prometiéndole que le hallaría otro papel en la serie. La escena de Hitler firmando un autógrafo con su mano derecha fue añadida posteriormente con otro actor, ya que Hitler era en realidad zurdo.[34]

Ronald Lacey, que interpretó a Toht en El arca perdida, aparece brevemente como Heinrich Himmler. Alexei Sayle interpretó al sultán de Hatay. Por otra parte, Paul Maxwell asumió el rol de Panama Hat, el coleccionista que se quedó con la Cruz de Coronado en las escenas iniciales de la cinta. El luchador y especialista Pat Roach, quien ya había participado con tres roles en las películas anteriores, regresó nuevamente para interpretar un papel secundario, el del nazi que acompaña al coronel Vogel al dirigible. Se filmó una escena en la que Ford se enfrenta con Roach, sin embargo, fue eliminada en el montaje final. En otro segmento borrado, el personaje de Roach aborda el segundo biplano anclado al dirigible junto con un as de la aviación de la Primera Guerra Mundial (interpretado por Frederick Jaeger), solo para morir instantes después cuando el as de la aviación cometa un error fatal en pleno vuelo.

## Producción

### Concepción

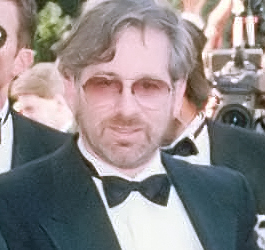
Steven Spielberg en 1990

George Lucas y Steven Spielberg habían querido realizar una trilogía de películas acerca del aventurero Indiana Jones desde que el primero le compartió su visión al segundo sobre El arca perdida, en 1977. Tras la variada recepción que la segunda entrega de Indiana Jones obtuvo, tanto por la crítica como en recaudaciones, Spielberg decidió completar la serie. Aparte de para terminar la trilogía y cumplir su promesa, para «disculparse [con los seguidores del personaje] por la segunda película». Ambos tenían la intención de revitalizar la franquicia, evocando para ello el espíritu y tono transmitidos por El arca perdida. A lo largo del desarrollo y preproducción de La última cruzada, Spielberg admitió que estaba «en una consciente regresión» dirigiendo el filme. Debido a su participación en ésta, tuvo que rechazar las invitaciones para dirigir Big y Rain Man.
Al principio, Lucas sugirió que fuera una «película sobre una mansión embrujada», encargándose la guionista Diane Thomas de redactar un boceto en base al citado concepto. Sin embargo, Spielberg rechazó dicha idea debido a su parecido con Poltergeist, que había coescrito y producido. Debido a ello, Lucas incorporó el tema del Santo Grial, pero solo a manera de prólogo, situando así la historia en Escocia. De hecho, su idea era que el Grial tuviese un origen pagano, dejando que el resto de la cinta tratase sobre un artefacto cristiano diferente en África. Inicialmente, Spielberg rechazó la utilización del Grial, puesto que le recordaba demasiado a los Monty Python y su película sobre dicho artefacto. Además, utilizar el mito del Grial en una historia actual le parecía demasiado esotérico.
Otro elemento que pesó en la concepción de La última cruzada fue no filmar simplemente otra película de aventuras, sino profundizar en el personaje de Indiana Jones.

### Redacción del guion

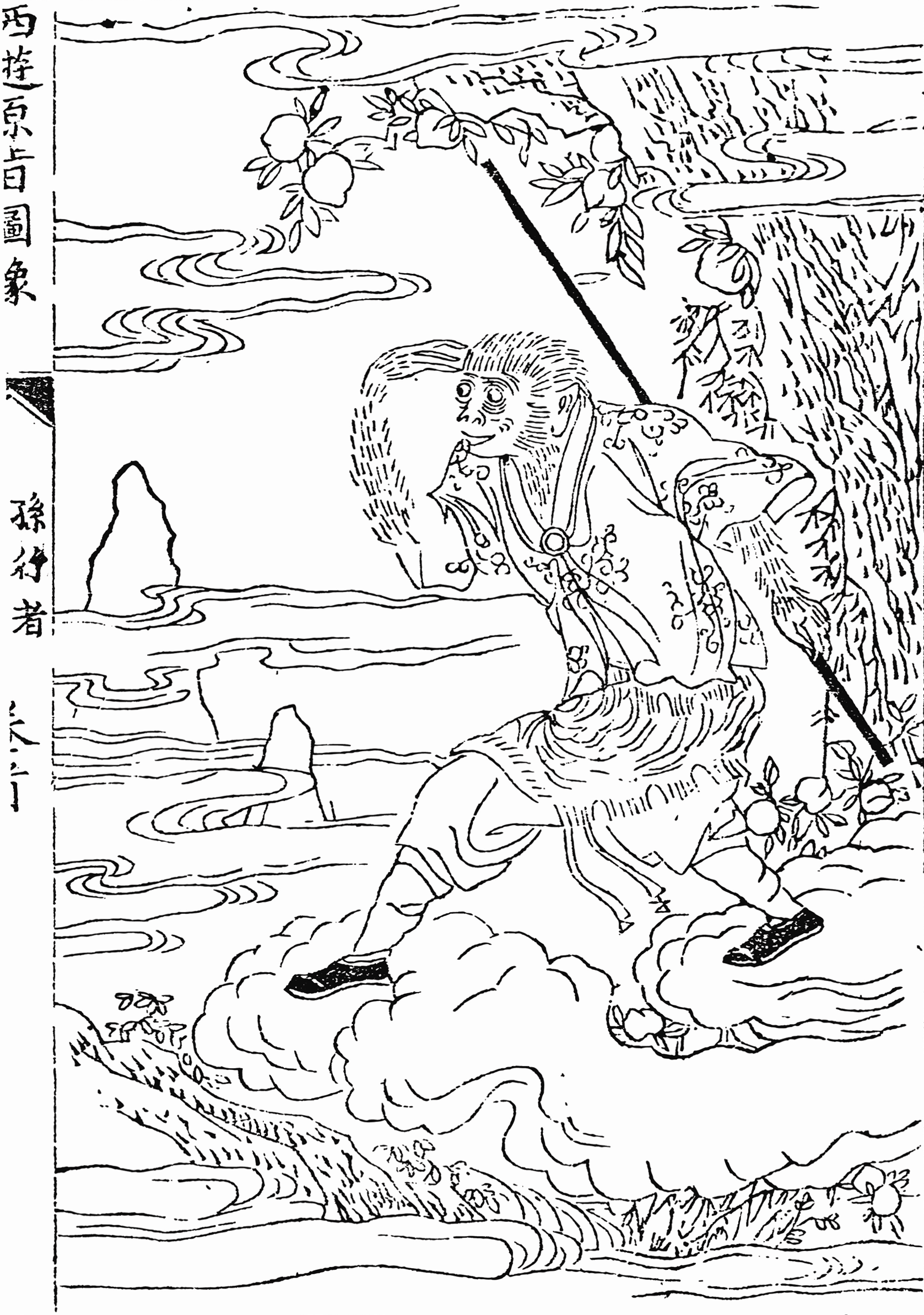
El Rey Mono en una ilustración de un ejemplar antiguo de la obra clásica china Viaje al Oeste. En los primeros libretos, que datan de mediados de 1985, Chris Columbus introdujo al legendario Rey Mono como uno de los personajes principales de Indiana Jones 3. Tiempo después, Spielberg y Lucas rechazaron los escritos de Columbus, considerándolos como «poco realistas y ridículos». Al final, Jeffrey Boam se encargó de redactar el guion definitivo.

En septiembre de 1984, Lucas completó un boceto de ocho páginas de extensión titulado Indiana Jones y el Rey Mono, que continuó más tarde con un bosquejo de once páginas adicionales. En la trama, Indy se enfrenta a un fantasma en Escocia antes de encontrar la fuente de la juventud en territorio africano. Tiempo después, Chris Columbus —que previamente había redactado los libretos de Gremlins, Los Goonies y El secreto de la pirámide, todas producciones de Spielberg— fue contratado para escribir el guion de la tercera entrega de Indiana Jones. Su primer boceto, que data del 3 de mayo de 1985, giraba en torno a un jardín de duraznos (melocotones) imperecederos. Además, tomaba como año base a 1937, justo después de que Indy combatiera al fantasma asesino del barón Seamus Seagrove III, en Escocia. Una vez hecho esto, viaja a Mozambique para ayudar a la doctora Clare Clarke (un personaje al estilo de los interpretados por Katharine Hepburn, según Lucas), que había hallado un pigmeo de 200 años. Más tarde, el pigmeo es secuestrado por tropas nazis durante una persecución en bote, así que Indiana, Clare y Scraggy Brier (un viejo amigo del arqueólogo) viajan Zambeze arriba para rescatarlo. A pesar de que en la escena de mayor clímax, Indiana Jones muere, poco después era resucitado por el Rey Mono. Otros personajes incorporados en esta primeriza versión del guion incluyen una tribu africana caníbal, el sargento nazi Gutterbugh (que tenía un brazo mecánico), una estudiante profundamente enamorada del aventurero que se había colado como polizón (llamada Betsy), así como un líder pirata conocido como Kezure (cuya descripción era similar a la del actor Toshirō Mifune), quien moriría tras ingerir un durazno al no ser «puro de corazón». Asimismo, el texto hacía mención de un tanque con una altura de tres pisos, al cual Indy lograría subir solo después de montar un rinoceronte.
El segundo borrador de Columbus, terminado el 6 de agosto de 1985, cambió a Besty por Dash, el dueño expatriado de un bar que trabaja para los nazis, quien sería uno de los antagonistas principales de Indy, junto con el Rey Mono. Así, en uno de los segmentos, este último obligaría a Indiana y Dash a jugar al ajedrez con personas reales como piezas, desintegrando a las personas que fuesen comidas en la partida. Tras enfrentarse a muertos vivientes, Indiana destruye la vara del Rey Mono y se casa con la doctora Clare. Aunque la fase de localización de exteriores había comenzado en África, Spielberg y Lucas finalmente abandonaron el concepto del Rey Mono debido a su descripción negativa de los nativos africanos, además de que el guion resultaba ridículo y poco realista. Más tarde, Spielberg admitió que dicho libreto le había hecho sentir, en algún momento, «muy viejo. Demasiado como para dirigirlo». En 1997, el guion de Columbus se filtró en Internet, por lo que muchos seguidores del personaje creyeron que se trataba de un tratamiento inicial para la cuarta entrega, puesto que erróneamente había sido fechado a 1995.
Insatisfecho, Spielberg sugirió incorporar al padre de Indy, Henry Jones. Sin embargo, Lucas no estaba del todo seguro pues creía que el Grial debía ser el centro de la historia. Aun así, Spielberg logró convencerlo de que la relación entre padre e hijo serviría como buena metáfora en la búsqueda de la pieza, emprendida por el arqueólogo (Lucas admitiría que «no fue hasta que introdujimos el asunto padre-hijo dentro del mito del Grial que [el resultado] resultó apasionante para todos»). Poco después, el 1 de enero de 1986, Spielberg contrató a Menno Meyjes, quien había colaborado en las producciones de El color púrpura y El imperio del Sol, dirigidas por el propio Spielberg, para iniciar un nuevo libreto. Meyjes logró terminarlo diez meses después. En su propuesta, Indiana se halla buscando a su padre en la fortaleza cátara de Montsegur, donde conoce a una enfermera llamada Chantal. Luego viaja a Venecia, donde aborda el Expreso de Oriente rumbo a Estambul, continuando su viaje por tren hasta llegar a Petra, donde se encuentra con su padre Henry y su amigo Sallah. En el desenlace, los nazis tocan el Grial y, acto seguido, explotan. Sin embargo, cuando Henry hace lo mismo asciende al Cielo por una escalinata. Finalmente, Chantal elige quedarse en la Tierra y se casa con Indiana Jones. Dos meses después, tras una serie de modificaciones, el guion presentó a Indiana encontrándose con su padre en el Crac de los Caballeros, mientras que la líder nazi es una mujer llamada Greta von Grimm. Asimismo, Indy se enfrenta a un demonio en el sitio donde se halla el Cáliz, al que derrota con una daga con la inscripción «Dios es Rey». En ambas versiones del tratamiento elaborado por Meyjes, el prólogo inicia con Indiana en México, donde busca la máscara de Moctezuma II antes de que un hombre con gorilas como mascotas logre encontrarla primero.
Más tarde, Spielberg sugirió que Jeffrey Boam, guionista de Innerspace, se encargara de reelaborar el guion. Una vez contratado, este pasó dos semanas trabajando en el borrador junto con Lucas. Boam le comentó entonces a este último que Indiana debía encontrar a su padre en la parte media del relato, diciendo: «Dado el hecho de que es la tercera cinta en la serie, no puedes terminarla nada más con que el protagonista encuentra el Cáliz. Así es como las dos primeras finalizaron [...] Por lo tanto creo que debemos dejar que ellos pierdan el Grial, permitiendo así que la relación padre e hijo se convierta en el punto central de la historia. Es la búsqueda arqueológica de la propia identidad de Indy y que acepte a su padre de lo que en realidad debe tratar esta nueva película [más allá de la búsqueda del Santo Grial]». Asimismo, añadió que, desde su punto de vista, no había habido suficiente desarrollo de los personajes en los filmes anteriores de Indiana Jones. En su primer borrador, que data de septiembre de 1987, la película habría de situarse en 1939. En el prólogo, Indiana recupera una reliquia azteca para un profesor mexicano y se presenta también un tren circense. El líder de la Hermandad de la Espada Cruciforme es Kemal, un agente secreto de Hatay, quien se une a los nazis debido a que busca el Grial para lograr con él la gloria de su país. Escenas después, le dispara a Henry y, finalmente, muere al beber del recipiente equivocado. Henry y Elsa (que tiene cabello oscuro) se hallan buscando el Cáliz para llevarlo a la Fundación Chandler, mientras que el Caballero del Grial se enfrenta a Indiana en un combate a caballo. Por otra parte, Vogel es aplastado por una roca justo cuando intenta robar el Grial.

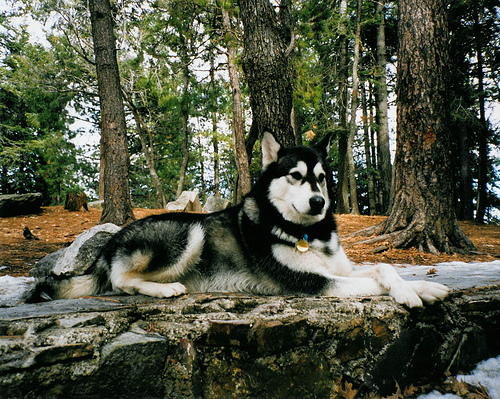
Un malamute de Alaska. Una de las escenas incorporadas por Boam fue en la que se revela el verdadero origen del apodo de Henry Walton Jones Jr., es decir, «Indiana»: un perro malamute de Alaska, que en la vida real le pertenece a Lucas.

El libreto de Boam, concluido en febrero de 1988, incorporó varias de las sugerencias cómicas de Connery. Respecto al prólogo, Boam había escrito diferentes comienzos para la película, que no resultaron satisfactorios. De acuerdo con Boam se trataba de «ejercicios vacíos», puesto que no contaban nada nuevo sobre el arqueólogo, a diferencia de lo ocurrido en las dos películas anteriores. Fue Lucas quien sugirió mostrar a Indiana de joven en el prólogo, algo que fue inicialmente rechazado por Spielberg, que no quería abusar del recurso de mostrar el punto de vista de un niño, algo que había sido la base de su anterior película, El imperio del Sol. Finalmente, tras leer la última versión del guion de Boam, accedió. Así, Spielberg, que había sido un Eagle Scout en su juventud, optó por hacer del joven Indiana Jones un boy-scout. En el libreto de Boam aparece también la madre de Indiana, Anna Jones (llamada Margaret en el guion de Boam), quien desaprueba a su hijo cuando este llega a su hogar portando la Cruz de Coronado, mientras que su padre se encuentra hablando por teléfono acerca de negocios. También aparece Walter Chandler, de la Fundación Chandler, aunque para entonces no era el principal enemigo de Indiana en el relato, pues caía del tanque y moría a causa de ello. Contrariamente a la versión final, es Elsa quien le dispara a Henry y luego bebe del cáliz equivocado, por lo que muere instantáneamente. Además, Indiana rescata a su padre de caer en un abismo después de que este intentara recuperar el recipiente. El personaje de Vogel muere trágicamente al ser decapitado por una de las trampas que protegen al Cáliz, y Kemal intenta hacer estallar el templo durante una cómica batalla en la que la pólvora que va dejando en el camino es encendida y apagada en repetidas ocasiones. Asimismo, aparece Leni Riefenstahl en la escena de la concentración nazi.
Al mes siguiente, Boam presentó una nueva versión mejorada del texto, esta vez haciendo que, en un segmento, Henry provocara el choque de un avión al ahuyentar a varias gaviotas. El 8 de mayo de ese mismo año, Tom Stoppard revisó una vez más el escrito bajo el seudónimo de «Barry Watson». Su labor consistió en pulir los diálogos, y crear al personaje de Panama Hat para relacionar las escenas del prólogo en donde aparecen tanto el joven como el adulto Indiana. Igualmente, Stoppard rebautizó a Kemal como Kazim, y a Chandler como Donovan, haciendo que este último fuera quien disparara a Henry en la escena de clímax de la película.

### Equipo de rodaje
El productor del filme fue Robert Watts. En octubre de 1987 comenzó a organizar la producción, reuniendo al equipo de rodaje, la mayor parte del cual había trabajado en las dos películas anteriores. Así, reunió al director de fotografía Douglas Slocombe, el director de montaje Michael Kahn, el diseñador de producción Elliot Scott, el diseñador de vestuario Anthony Powell, el compositor John Williams, el diseñador de sonido Ben Burtt, de Lucasfilm, el supervisor de efectos especiales George Gibbs, de ILM, y el coordinador de especialistas Vic Armstrong. En palabras de Watts,
«el primer día en el set de rodaje fue como si una gran familia se reuniese de nuevo».

### Rodaje

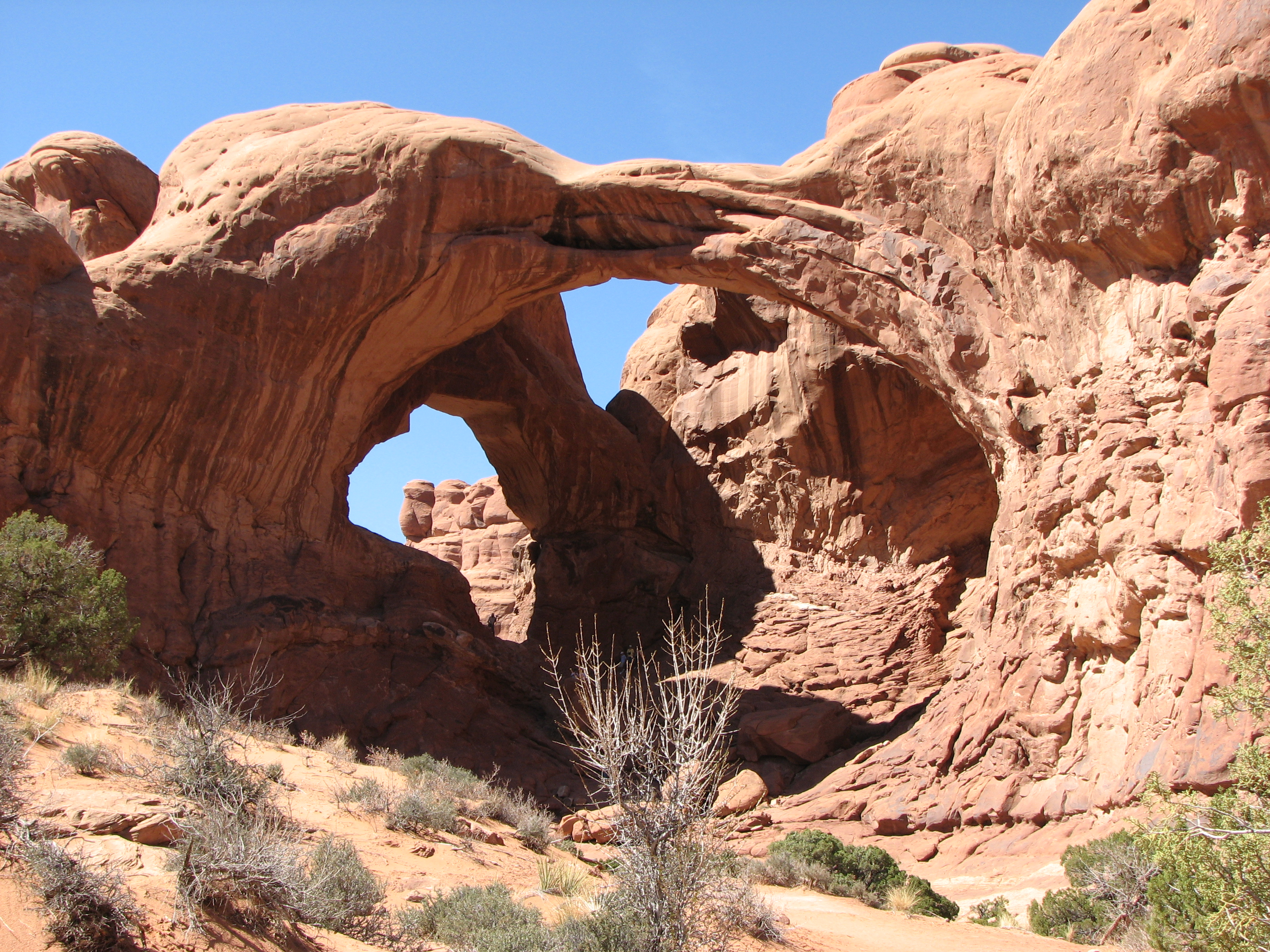
Double Arch en el Parque nacional de los Arcos, Utah, Estados Unidos.

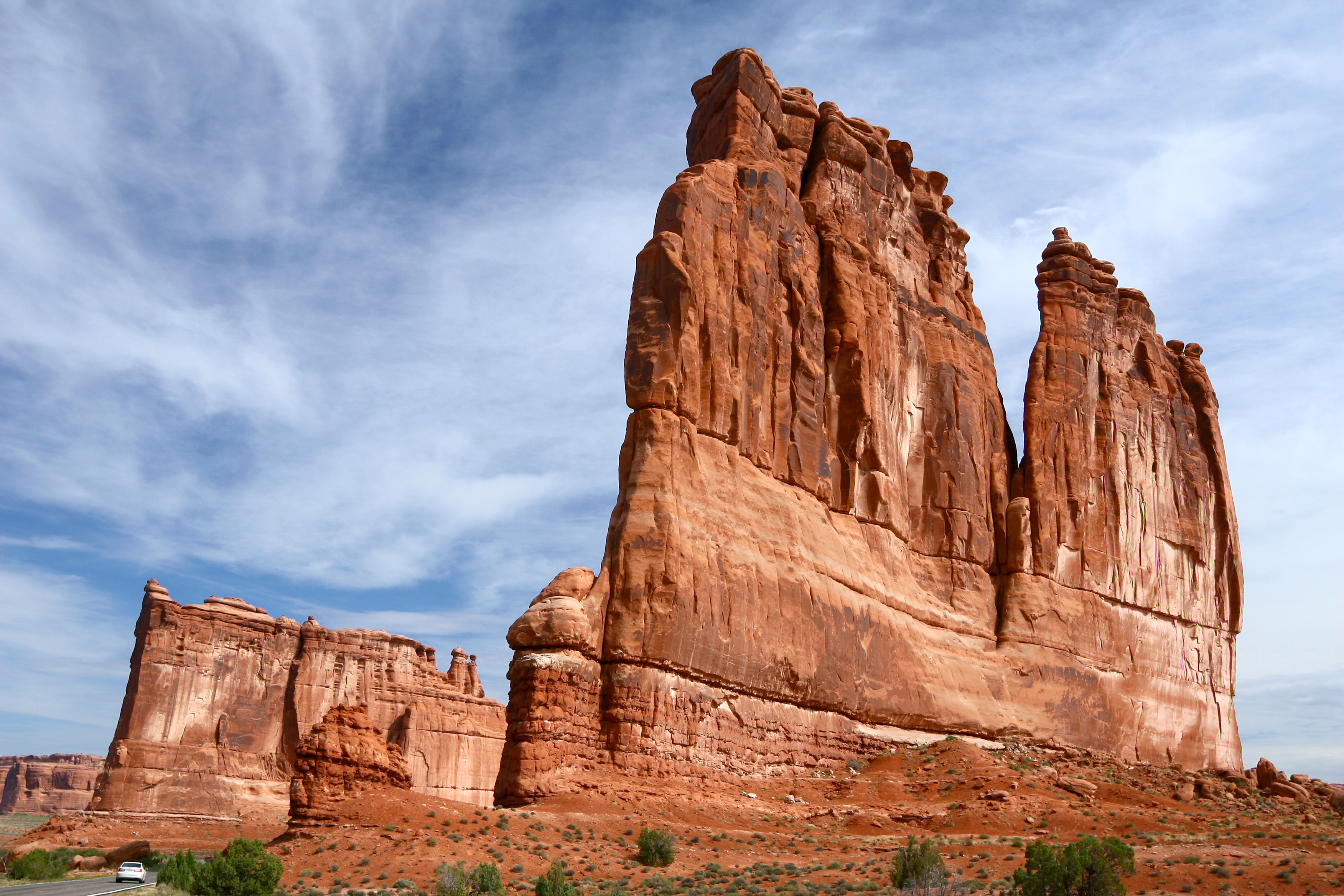
The Organ en el Parque nacional de los Arcos, Utah, Estados Unidos.

La preproducción de La última cruzada comenzó a finales de 1987, varios meses antes del inicio de la filmación. La oficina de producción se estableció en los estudios Elstree, ubicados en el centro de Inglaterra, en los que la construcción de decorados, el diseño de producción y la confección del vestuario comenzó inmediatamente. Al mismo tiempo, se inició la selección del reparto y la localización de exteriores. Los estudios Elstree habían sido el «Hollywood de ultramar» de Spielberg desde 1979, cuando Lucas, que había rodado allí las primeras entregas de la serie de Star Wars, le sugirió los estudios británicos para rodar El arca perdida. Las tres primeras películas de la franquicia de Indiana Jones se rodaron en los estudios Elstree.

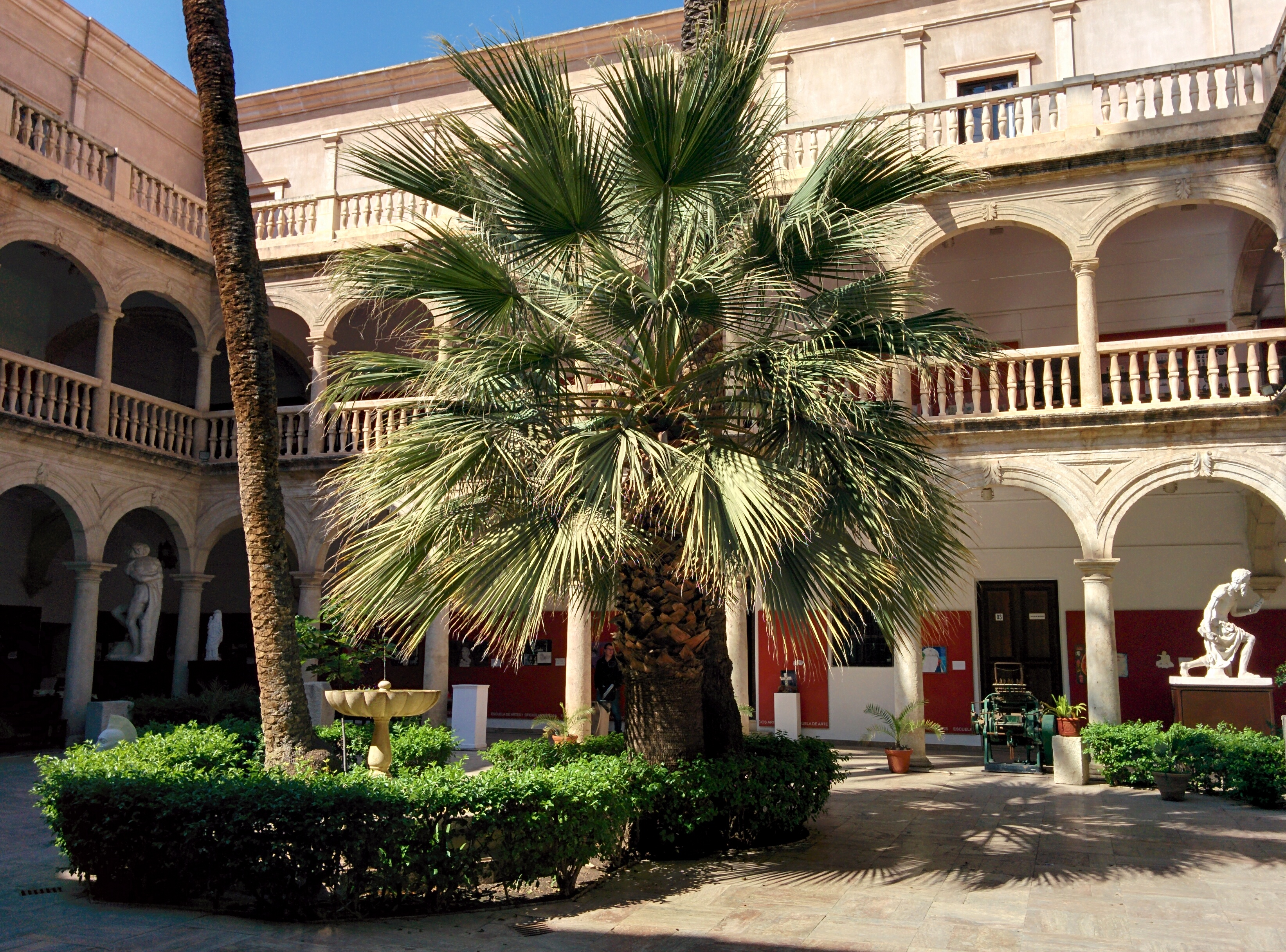
El patio de la Escuela de Arte de Almería, sirvió como el palacio del «sultán de Hatay».

Las primeras sesiones de grabación tuvieron lugar en mayo de 1988 en el sur de España, realizándose en el desierto de Tabernas, ubicado en la provincia de Almería. Spielberg había estado en Almería dos años antes, durante el rodaje de El imperio del sol. La primera unidad de dirección había comenzado sus trabajos el 16 de dicho mes con la escena de persecución con el tanque, que se hizo en el paraje conocido como «Tortuga», un derrumbe de rocas negras. Originalmente, el director había planeado que la persecución fuera una breve secuencia que se grabaría solamente en dos días. Sin embargo, diseñó guiones gráficos para dotar de una mayor acción a la escena. Pensando que no podría superar a la persecución del camión en El arca perdida (puesto que el camión era mucho más rápido que el tanque), Spielberg prefirió entonces que la escena fuese algo más que una mera persecución, mostrando en el proceso la evolución de los personajes. Con ello, habría una historia tanto en el interior como en el exterior, incluyendo también elementos humorísticos. Cabe señalar que la segunda unidad de dirección había comenzado las labores de filmación dos semanas antes.

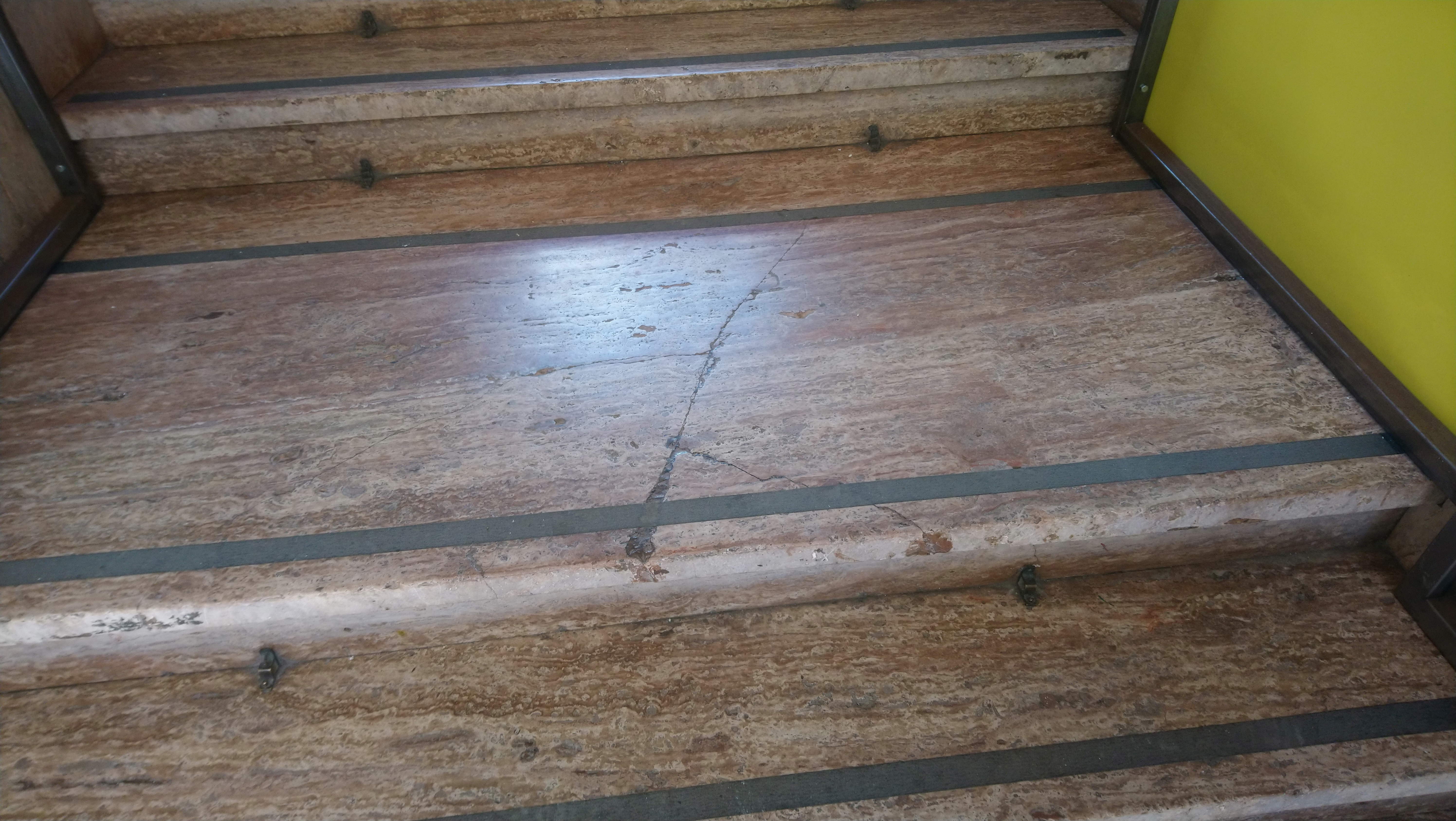
Para introducir el Rolls-Royce Phantom II en la Escuela de Arte de Almería, se hubo de idear una rampa de madera, pero su excesivo peso provocó la rotura de uno de los escalones, daño aún hoy visible.

Tras una estancia aproximada de diez días en el desierto de Tabernas, el equipo se trasladó al resto de localizaciones de la provincia almeriense: la Escuela de Bellas Artes de la capital almeriense, donde grabó las escenas correspondientes al palacio del sultán de Hatay y tras recibir un comunicado en el que se le prohibía rodar la misma escena en el granadino Patio de los Leones, la calle Almanzor, la playa de Mónsul (donde Henry ahuyenta a las gaviotas), la antigua pista de tierra que comunica Los Escullos con la localidad pesquera de San José, el cerro del Cinto (lugar de explotación de las minas de Rodalquilar) y el campo de aviación abandonado de Mojácar y Sierra de Cabrera (Turre). La última escena grabada en territorio español se rodó el 2 de junio en la cercana estación de tren de Guadix, en Granada. Se trata de la escena en la que tiene lugar la captura de Brody por los nazis en el exterior de la estación de Alejandreta (İskenderun, en idioma turco). Para ofrecer una mejor ambientación histórica del lugar se añadió una mezquita junto a la estación, que fue construida en vez de ser incorporada mediante efectos visuales.

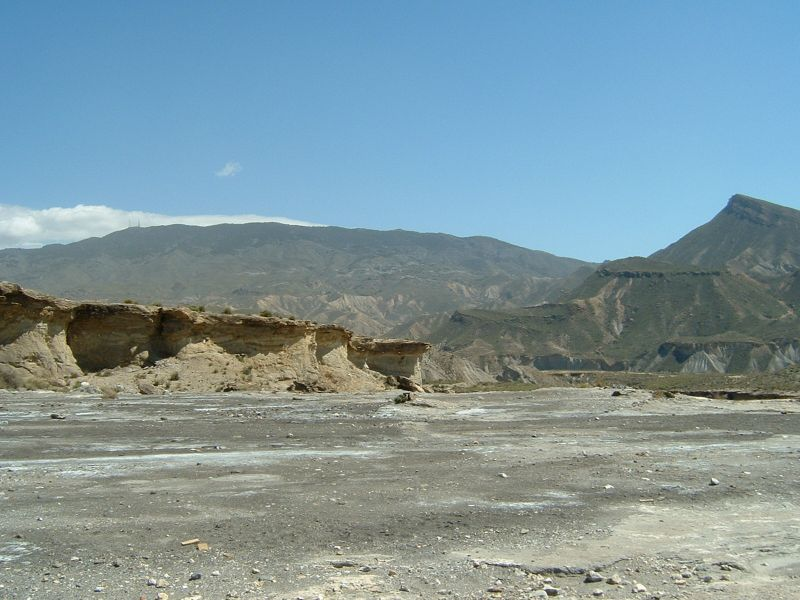
Vista general del desierto de Tabernas, en Almería, España. La escena de persecución del tanque se rodó en esta ubicación desértica española, que también ha sido el lugar de rodaje de numerosas películas, especialmente de Spaghetti western.

Tras tres semanas en España, la filmación se reanudó en Inglaterra, donde el equipo permanecería durante diez semanas, utilizando tanto los escenarios construidos en los estudios Elstree como exteriores. La grabación de los interiores del castillo de Brunwald tuvo lugar del 5 al 10 de junio en Elstree, con el segmento del incendio siendo la última secuencia rodada de las relacionadas con el castillo. El 16 de junio, el equipo acudió al centro de conferencias de la Royal Horticultural Society de Londres para filmar los interiores del aeropuerto de Tempelhof de Berlín (el mismo sitio había sido utilizado como el interior del club Obi-Wan de El Templo). El rodaje continuó al día siguiente, de nuevo en los estudios Elstree, con la escena del escape en motocicleta, pasando luego a rodar una serie de escenas interiores que se prolongaron hasta el 18 de junio. Posteriormente, el día 29, el equipo se trasladó al aeródromo North Weald, en el condado inglés de Essex, para grabar el segmento en el que Indiana vuela a Venecia. Cabe señalarse que, a manera de anécdota, tanto Ford como Connery realizaron la mayor parte de la escena de la conversación en el dirigible sin pantalones, debido a las altas temperaturas del set de rodaje. Por otra parte, Spielberg y los productores Marshall y Kennedy interrumpieron durante algunos días el proceso de filmación para enviar un alegato al Parlamento del Reino Unido a favor de preservar los estudios Elstree, los cuales habían sido vendidos a un inversor que pretendía desarrollar urbanísticamente los terrenos. Spielberg había dado su apoyo a la campaña Elstree S.O.S. (Save Our Studios) y se había comprometido a aportar 20 millones de dólares para la compra del estudio, algo que finalmente no pudo llevar a cabo.

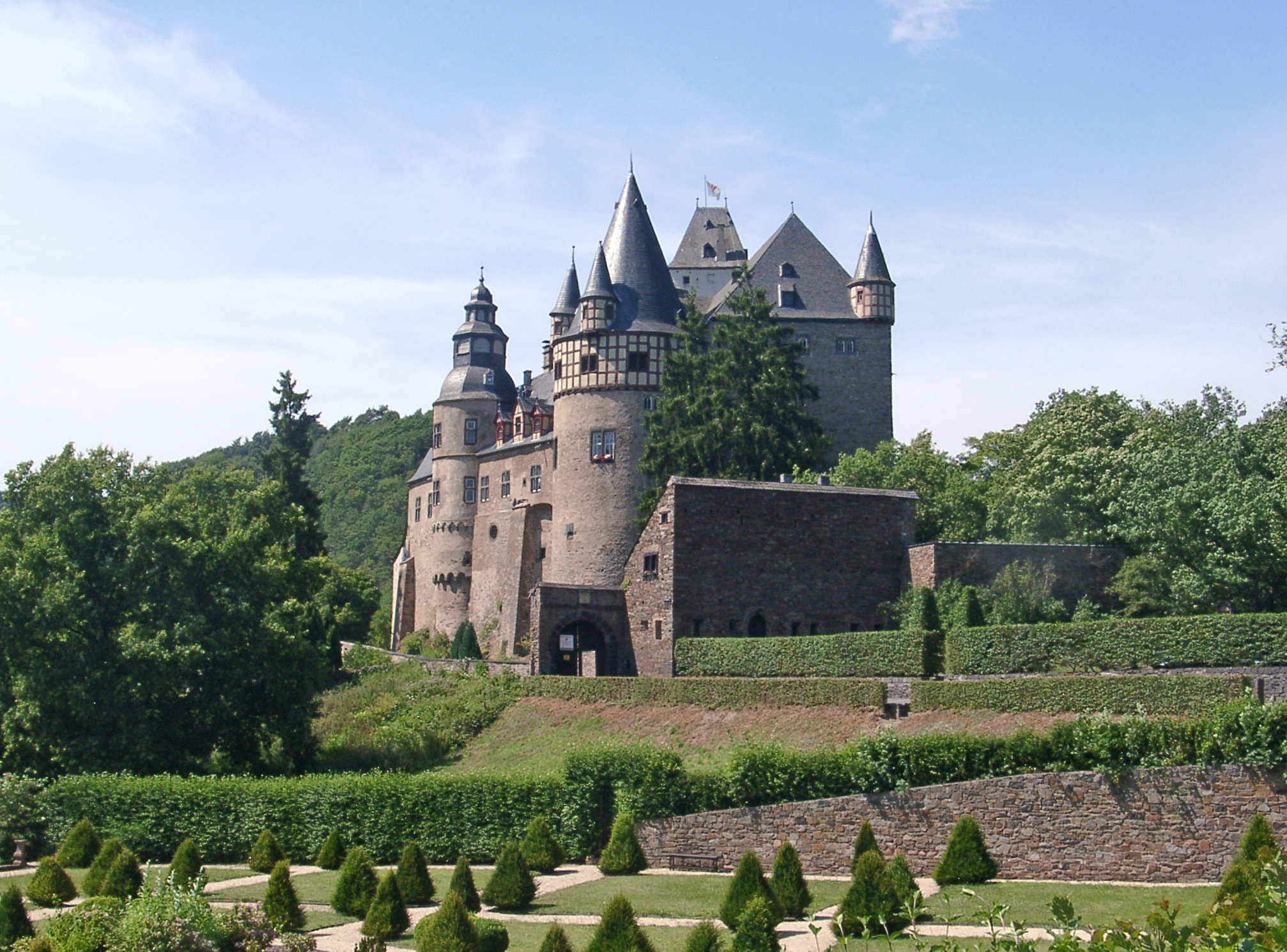
El Castillo de Bürresheim, cerca de Mayen en el estado federado alemán de Renania-Palatinado, sirvió como el «Castillo Brunwald» en Austria, cerca de la frontera alemana.

Del 20 al 22 de julio se rodaron los interiores del templo del Grial. El decorado del templo, que tardó seis semanas en construirse, se sustentaba sobre 80 pies de apoyo hidráulico y diez cardanes utilizados durante la escena del terremoto. Los reajustes entre tomas duraban veinte minutos, período que tardaban los sistemas hidráulicos en volver a sus posiciones iniciales y las grietas en ser rellenadas con yeso. Aunque se intentó filmar originalmente el segmento en el que el Grial cae al fondo del templo —causando a su vez que aparezca la primera grieta en la película— en el montaje de tamaño real, el equipo terminó percatándose de que era una labor sumamente compleja y, por ende, difícil de realizar. Por lo tanto, decidieron construir una sección de piso independiente en la que se incorporó una grieta, previamente sellada con yeso. De manera similar, tuvieron que realizar varias tomas para lograr capturar la escena en la que el Grial cae en la grieta, pues debían asegurarse que este cayera en la parte correcta de la abertura. Las noches del 25 y 26 de julio se rodaron las tomas nocturnas correspondientes a la concentración nazi y la quema de libros en el palacio de Blenheim, en Oxfordshire.

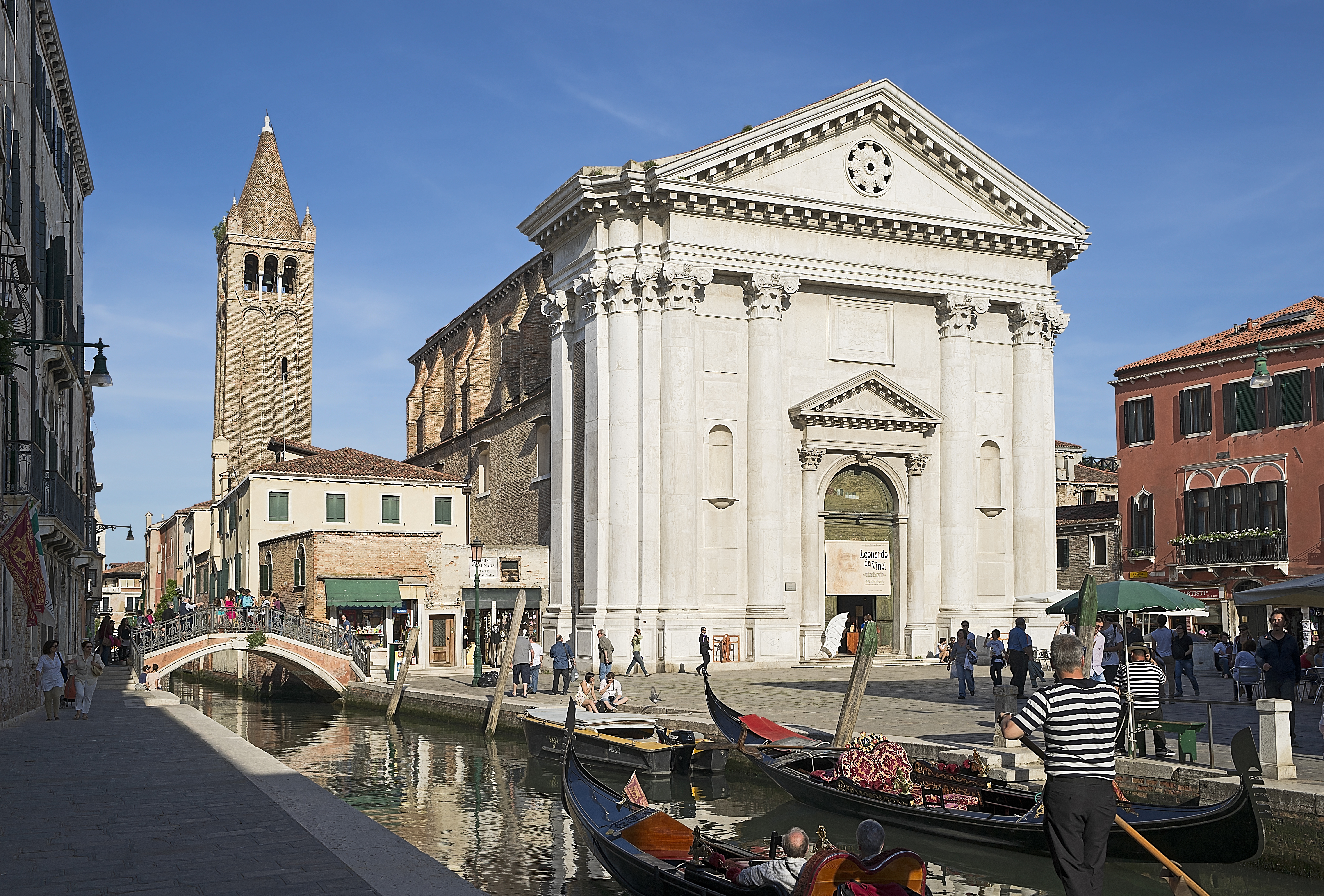
La Iglesia de San Barnaba en Venecia se usó para rodar el exterior de la biblioteca.

El rodaje se reanudó dos días después en los estudios Elstree, en los que el director filmó rápidamente las secuencias de la biblioteca, el buque de carga portugués y las catacumbas venecianas. La pelea en el buque portugués se grabó en solo tres días, en una cubierta de, aproximadamente, 60 por 40 metros, la cual se construyó sobre cardanes en Elstree. Se usó una docena de tanques para desechos llenos de agua —cada uno con 300 galones imperiales (unos 1 364 litros)— en la escena. La casa de Henry se grabó en Mill Hill, en Londres, mientras que la pelea entre Indy y Kazim en Venecia, justo delante de la hélice de un barco, se filmó en un tanque de agua en los estudios Elstree. En la misma, Spielberg prefirió usar teleobjetivos para hacer parecer que los actores se hallaban más cerca de la hélice de lo que en verdad estaban. Dos días después, el 14 de agosto, se rodó otro segmento de la persecución en bote (esta vez con embarcaciones deportivas producidas por la empresa Hacker Craft), en el puerto de Tilbury, cerca de Londres). La toma de los botes que pasan entre dos barcos se hizo manteniéndolos separados mediante cables de tal manera que pudiera garantizarse que los botes no sufrieran daños al pasar entre ellos. A continuación los barcos fueron movidos al mismo tiempo mientras los botes navegaban entre ellos, lo suficientemente cerca como para que uno de estos últimos consiguiera raspar los costados de los barcos. Asimismo, se lanzó una lancha rápida con maniquíes en su interior desde una plataforma flotante situada entre los barcos, bajo una densa capa de fuego y humo que ayudó a ocultarla de las lentes de las cámaras. Al final, la escena de riesgo tuvo que rodarse dos veces debido a que el bote se acercó demasiado a la cámara en el primer intento. Al día siguiente, el rodaje en Inglaterra siguió en la Real Escuela Masónica, en Rickmansworth, para grabar las escenas de la universidad donde enseña Indy, al igual que ocurriera en la producción de El arca perdida.

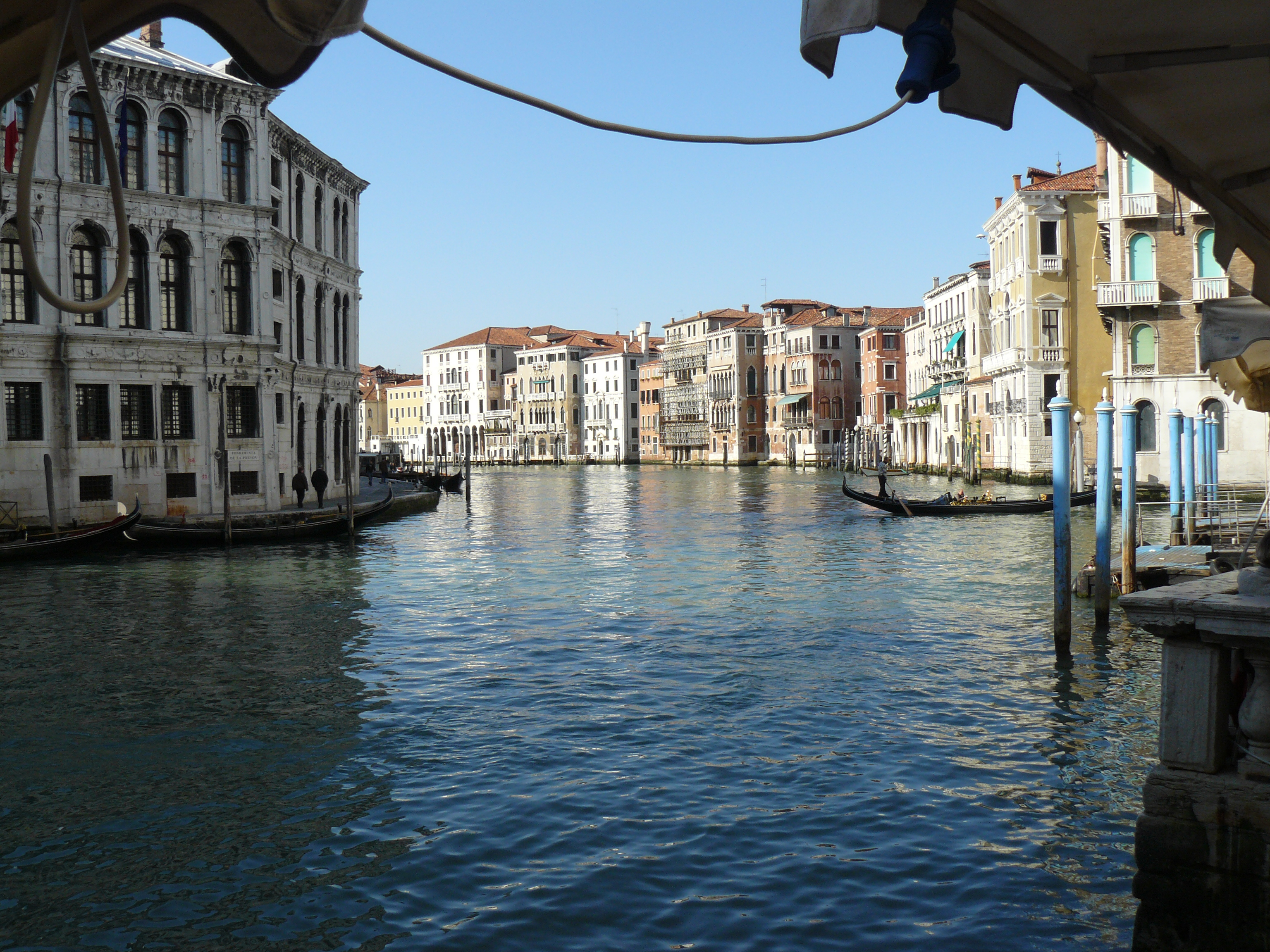
Para poder grabar en el Gran Canal de Venecia, el productor Robert Watts gestionó los permisos necesarios para poder cerrarlo a los turistas toda la mañana del 8 de agosto de 1988.

La filmación en Venecia tomó lugar el 8 de agosto. Para los segmentos en los que Indiana y Brody se reúnen con Elsa, así como las tomas de la persecución en bote cerca de la Plaza de San Marcos y el Palacio de los Dogos, y aquella en la que Kazim le revela al aventurero dónde se encuentra su padre, Robert Watts gestionó los permisos necesarios para poder usar el Gran Canal desde las 7 de la mañana a la 1 de la tarde de ese día, evitando el paso de turistas, muy abundantes en ese mes, el mayor tiempo posible. En el proceso, el director de fotografía Douglas Slocombe situó la cámara de tal forma que no se observaran antenas parabólicas durante las tomas. Resulta destacable añadir que la Iglesia de San Barnaba, en Venecia, se usó para rodar el exterior de la biblioteca.
Al día siguiente, los realizadores se trasladaron a la antigua ciudad de Petra, en Jordania, para filmar los exteriores que habrían de aparecer como el templo donde reside el Santo Grial, para la que se usó el célebre Tesoro de Petra (Al Khazneh). En realidad, solamente se utilizó ese lugar para grabar la apariencia externa del templo, puesto que Al Khazneh fue excavada en una pared de roca, mostrando al exterior únicamente su fachada. Cabe añadirse que el equipo completo (incluyendo al reparto) fue recibido como invitado especial por los reyes Hussein y Noor. Finalmente, el reparto principal terminó sus escenas esa misma semana, tras 63 días de filmación.

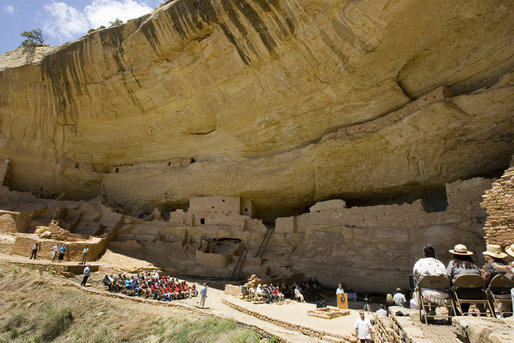
El acantilado Long House en el Parque nacional Mesa Verde. Las antiguas viviendas de los indios pueblo fueron el escenario elegido para la filmación del prólogo. Sin embargo, objeciones religiosas de los pueblos nativos estadounidenses de la zona lo impidieron.

Tras la filmación en Europa y Jordania, el equipo se trasladó a los Estados Unidos para grabar las escenas del inicio y el final de la película. La segunda unidad de dirección rodó parte del segmento de 1912, del prólogo, del 29 de agosto al 3 de septiembre. La unidad principal comenzó el rodaje dos días después, grabando la escena del tren de circo —para la que usaron el Cumbres & Toltec Scenic Railroad que va de Antonito, en el estado de Colorado a Chama, en Nuevo México— en la ciudad de Alamosa, también en Colorado. Asimismo, rodaron escenas en Pagosa Springs el 7 de septiembre, para continuar luego en Cortez el 10 del mismo mes. Del 14 al 16 de septiembre se filmó en los estudios Universal de Los Ángeles el segmento del interior de los vagones del tren.
A continuación se grabaron las tomas del prólogo en las que aparece la tropa de boy-scouts a caballo. La localización fue el Parque nacional de los Arcos en Utah. Aunque los productores habían querido rodar originalmente esta escena en las antiguas ruinas de los indios pueblo en los acantilados en el Parque nacional Mesa Verde, las protestas de los conservacionistas y las objeciones religiosas de los indios hopi, que aún vivían en la zona, frustraron esta posibilidad, por lo que hubo que buscar otra localización. Spielberg había considerado también rodar en Monument Valley, pero lo descartó finalmente por considerarlo «el país de John Ford». Para representar el hogar de la familia Jones, se usó una casa ubicada cerca del parque Arches. El 21 de febrero de 1989, se filmó la escena final de la película en la que Indiana Jones, Henry, Sallah y Brody montan hacia la puesta de sol. La localización fue un rancho situado en el saliente o «Mango de Sartén» de Texas (el Texas Panhandle), cerca de Amarillo.

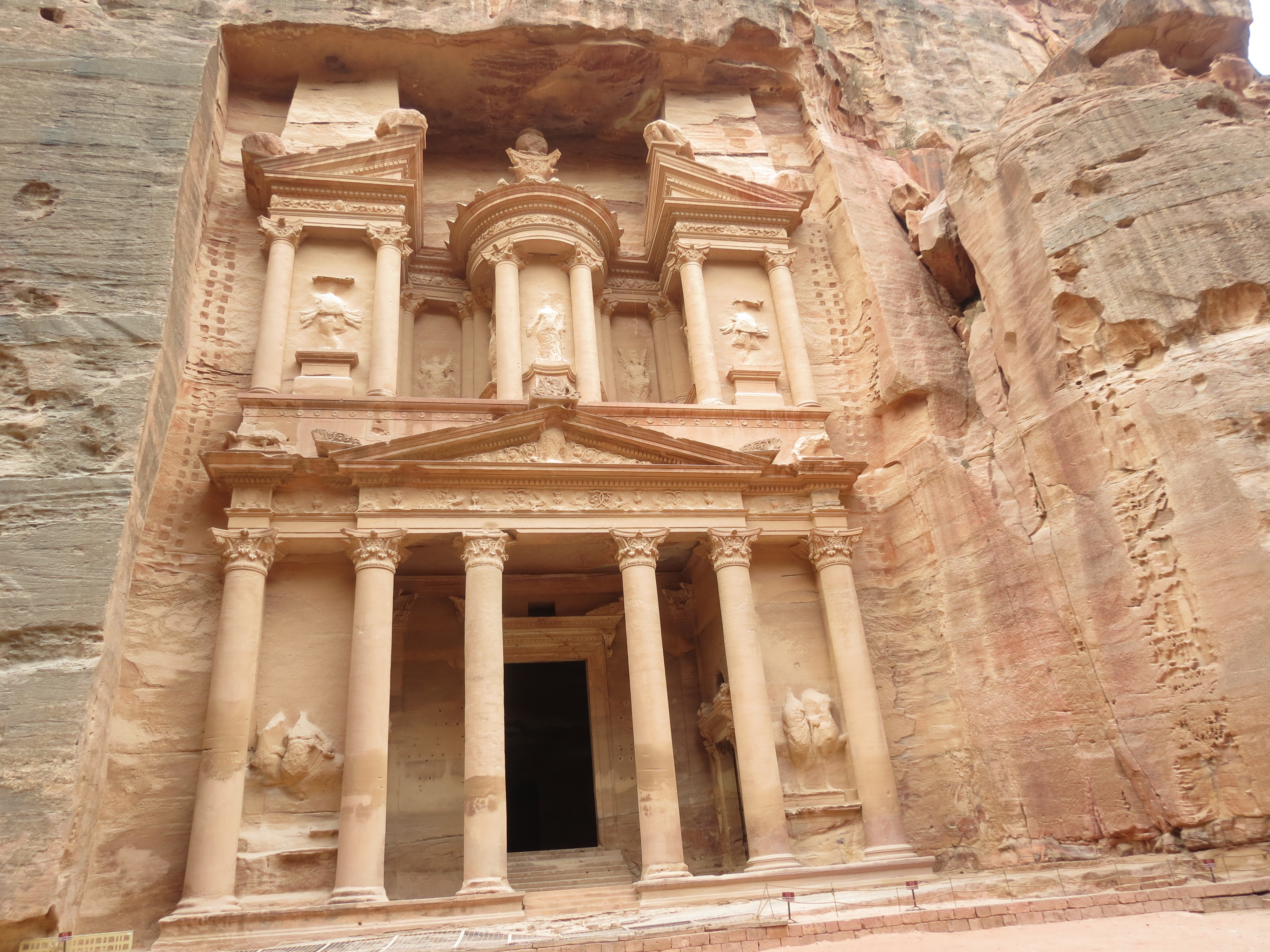
El Tesoro de Petra, sirvió como del templo del Grial.

Tras analizar el primer corte de edición de La última cruzada, Spielberg y el director de montaje Michael Kahn sintieron que la cinta carecía de escenas de acción. A causa de ello, durante la etapa de postproducción, en marzo de 1989, se grabó la escena de persecución en motocicleta por la frontera germano-austriaca en el monte Tamalpais y en Fairfax, ambos en California, en las proximidades del rancho Skywalker. Como detalle curioso, ni Lucas ni Spielberg estaban del todo convencidos de incluir esta última escena en la edición definitiva de la película. Solo después de habérsela proyectado a algunos ejecutivos y a un público limitado, que la recibieron positivamente, decidieron añadirla a la película.

### Diseño

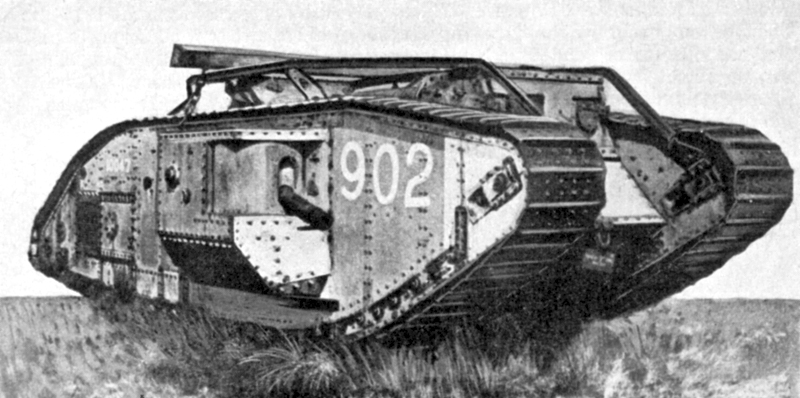
Un tanque Mark V. El tanque de La última cruzada es una versión más moderna de este tanque, un Mark VIII. La escena en la que aparece el tanque es parte importante de la trama, además de que se optó por construir uno.

El supervisor de efectos especiales George Gibbs mencionó en algún momento que La última cruzada había sido el proyecto cinematográfico más «complejo» en su trayectoria. Durante la producción, visitó un museo para negociar el alquiler de un pequeño tanque francés de la Primera Guerra Mundial. Sin embargo, al final decidió construir uno por cuenta propia. El diseño del tanque se basó en el del modelo Mark VIII, el cual medía aproximadamente once metros de longitud y pesaba unas 28 toneladas. Antes de comenzar las obras de construcción, tomó como modelo una pala excavadora de 28 toneladas, además de añadir orugas tractoras de siete toneladas, impulsadas por un par de bombas hidráulicas automáticas, cada una conectada al motor V8 de un automóvil Range Rover. Cabe añadir que se decidió construir el tanque con acero, en lugar de aluminio o fibra de vidrio, debido a que esto permitiría mostrar de forma realista cómo un vehículo sin suspensión se desplazaría por superficies rocosas. A diferencia de su contraparte histórica —la cual solo tenía sus dos cañones laterales— el tanque de la película fue equipado con una torreta. En total, la construcción duró cuatro meses, al término de los cuales el tanque fue trasladado a Almería a bordo de un avión Short Belfast, para luego ser transportado en un camión de remolque de plataforma baja.
El tanque se averió en dos ocasiones. En la primera, el brazo del rotor se rompió, por lo que se tuvo que traer un reemplazo desde Madrid. Poco después, explotaron un par de válvulas del dispositivo usado para enfriar el aceite, debido a que la soldadura se derritió y se mezcló con el aceite. Además, hacía mucho calor en su interior, aun habiendo instalado una decena de ventiladores, mientras que la falta de suspensión provocaba que el conductor fuera incapaz de evitar que el tanque temblara constantemente durante los recesos de la filmación. Otra característica notable del tanque era que se movía solo de diez a veinte millas por hora. Debido a que hay una escena en la que Indy monta un caballo para alcanzar al tanque, Vic Armstrong comentó que era «difícil» hacer que el tanque pareciera ser más rápido que el caballo. Para los primeros planos se usó una sección más pequeña de la parte superior del tanque, hecha de aluminio y que utilizaba orugas de goma. Esta sección se construyó a partir del remolque de un reflector, que pesaba ocho toneladas, por lo que tenía que ser remolcada por un camión con tracción a las cuatro ruedas y contaba con redes de seguridad en cada extremo para evitar lesiones a quienes se cayeran fuera. Se usó una maqueta a escala fabricada por Gibbs para su uso en lo alto de un acantilado de quince metros situado en el lugar del rodaje. Más tarde, Industrial Light & Magic elaboró las tomas adicionales en las que se observa la destrucción del tanque, a partir de maquetas y miniaturas. Asimismo, cabe señalar que para el avión en el cual Indiana y su padre escapan del dirigible alemán, se incorporó en el mismo un subfusil aéreo Villar-Perosa.
Michael Lantieri, supervisor de los efectos mecánicos para los segmentos de 1912, percibió la dificultad para grabar la secuencia del tren. En sus propias palabras, «No es simplemente parar un tren [...] Si se pasa de su marca, son necesarios varios bloques para detenerlo por completo y hacerlo dar marcha atrás». De hecho, para la citada escena, Lantieri decidió ocultar algunas asas para que los actores y dobles de riesgo se sujetaran a ellas al saltar de un vagón a otro. Los interiores de los vagones, grabados en los estudios Universal de Los Ángeles, se construyeron sobre tubos que se inflaban y desinflaban para crear sacudidas. Para el primer plano del rinoceronte que ataca fallidamente a Indiana Jones, se creó un robot animatrónico de espuma y fibra de vidrio en Londres. Una vez que el director manifestó al equipo su deseo de que este tuviera movimiento, se optó por mandárselo a John Carl Buechler, en Los Ángeles, quien lo volvió a modelar durante un total de tres días, con el propósito conjunto de hacer que parpadeara, gruñera, bufara y meneara sus orejas. Asimismo, las jirafas se crearon en Londres. A manera de anécdota suscitada en esta fase de producción, y debido a que las locomotoras de vapor son muy ruidosas, el equipo de Lantieri decidió comunicarse con el primer asistente del director, David Tomblin, haciendo que las jirafas sacudieran sus cabezas (asintiendo o negando) para responder sus preguntas, algo que asombró al equipo realizador. En cuanto a los vehículos de los villanos, Lantieri eligió un modelo Ford T de 1912 así como un Saxon de 1914, montándole a cada uno el motor V6 de un Ford Pinto. Además, se colgaron sacos llenos de polvo bajo los automóviles con el fin de crear un entorno más polvoriento.
Spielberg usó palomas en vez de gaviotas para la escena donde Henry intenta hacer que el avión alemán se estrelle, debido a que las gaviotas originalmente usadas en la primera toma no volaron. En diciembre de 1988, Lucasfilm solicitó a la misma compañía que suministró las víboras y los insectos en las películas anteriores de la serie un millar de ratas grises libres de enfermedades para los segmentos de las catacumbas. A lo largo de cinco meses, alimentaron a 5000 ratas para rodar la escena. Asimismo, se incorporaron 1000 ratas mecánicas para el fragmento en el que varias ratas se incendian en las catacumbas. Además, miles de serpientes de hasta cinco razas distintas —incluyendo una boa constrictor— fueron utilizadas en la secuencia del tren, además de las víboras de goma sobre las que cae Phoenix en la misma secuencia. Debido a que las serpientes debían deslizarse de sus cajas, el equipo se vio en la necesidad de cavar en el aserrín tras haber finalizado la filmación para encontrarlas y llevarlas de vuelta a sus lugares correspondientes. Se usó a dos leones en la misma escena, los cuales se pusieron nerviosos debido al constante movimiento de balanceo y a las luces parpadeantes de las cámaras.
Para el diseñador de vestuario de La última cruzada, Anthony Powell, la elaboración de la vestimenta de Connery fue todo un desafío puesto que el libreto exigía que el personaje vistiera siempre las mismas ropas en toda la trama. Para ello, se inspiró en su propio abuelo e incorporó tela tipo tweed (textil de lana similar en su textura a un material tejido a mano), así como sombreros de pesca. Además, determinó que era necesario que Henry Jones usara lentes, pero al mismo tiempo no quería ocultar mucho los ojos del actor, por lo que eligió unos de armazón sin aros. Debido a que no encontraron ninguno que le resultara cómodo a Connery durante las grabaciones, el equipo se encargó de crear unos anteojos especiales. Por otra parte, se requería que el vestuario de los personajes nazis fuera genuino, por lo que la codiseñadora de vestuario Joanna Johnston, a quien Powell le mandó algunas fotos y dibujos para que los tomara a manera de referencia histórica, compró la mayor parte en Europa del Este.
Gibbs utilizó aviones de entrenamiento Pilatus P-2 del ejército suizo para los cazas alemanes. Asimismo, construyó un dispositivo basado en un motor de combustión interna con el fin de simular el sonido de un tiroteo, algo más seguro y menos costoso para la producción que disparar cartuchos de fogueo. Cabe añadirse que para recrear la herida de bala de Henry se utilizó bicarbonato de sodio, mientras que para el segmento donde el agua vertida por el Grial cura milagrosamente la herida, se usó vinagre.

### Efectos

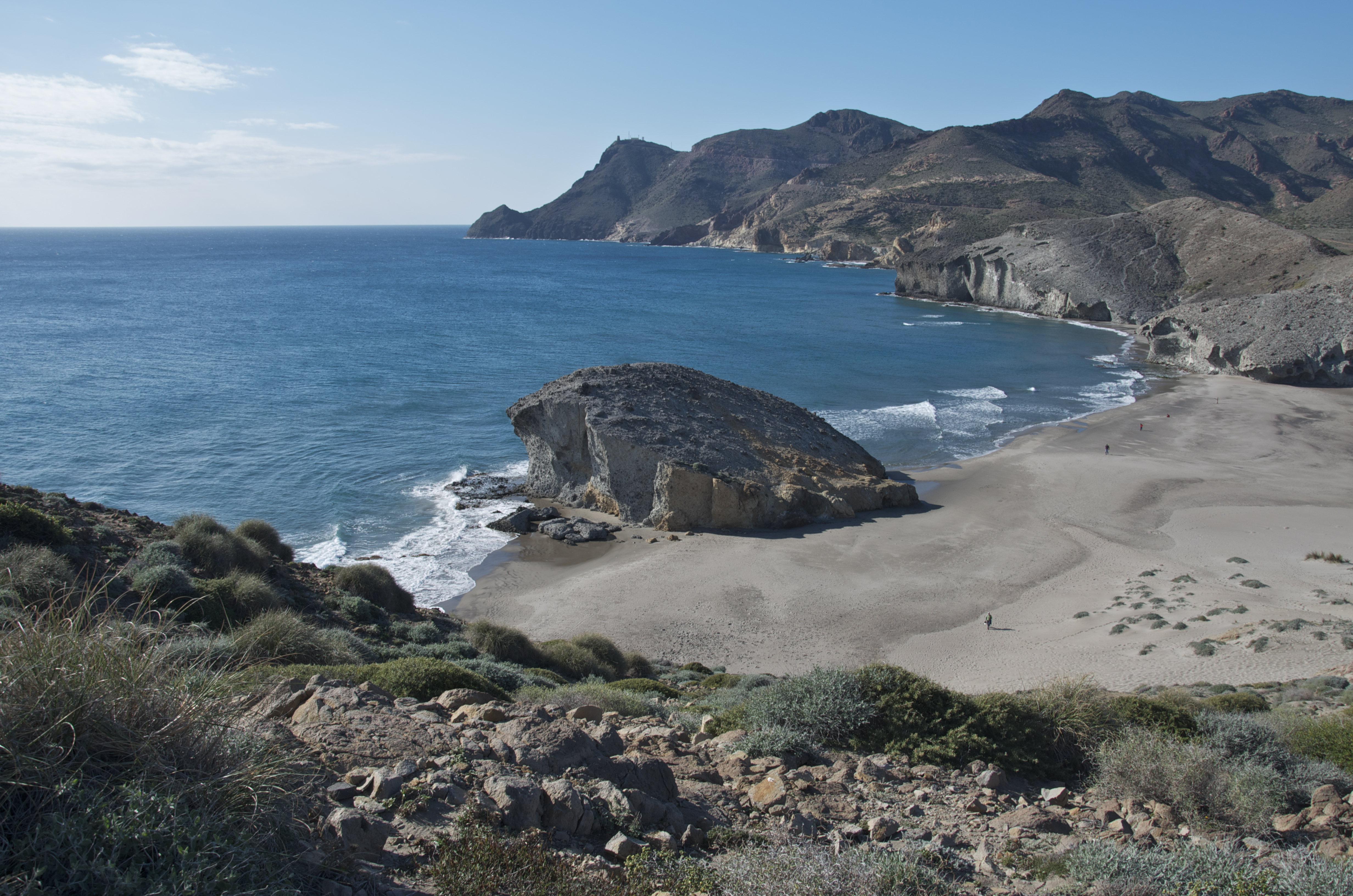
Panorámica de la playa de Mónsul, en el parque natural del Cabo de Gata-Níjar, en Almería, España. La escena en que Henry ahuyenta a varias gaviotas para hacer chocar al avión nazi, una de las más memorables de la película, fue grabada haciendo uso de efectos especiales. La escena se grabó en esta playa.

Para las tomas en las que los Jones se dirigen al biplano anclado al dirigible, Industrial Light & Magic (ILM) construyó una maqueta a tamaño real de la parte inferior del dirigible. Esta maqueta estaba colgada de dos torres, con lo que quedaba suspendida en el aire a doce metros del suelo. Se subió un avión de tamaño real a una plataforma elevadora lo que permitía moverlo a voluntad durante la escena. Las maquetas a tamaño real solo se usaron para planos cortos y medios. Para las tomas generales del zepelín se usó una miniatura de 2,4 metros de largo, hecha de espuma, que incluía también una miniatura a la misma escala de un avión. Para grabar la secuencia de la separación del biplano del dirigible se usó una nueva maqueta de avión, un poco mayor que la anterior (contaba con una envergadura de 60 cm).
Para la toma de las alas del avión alemán que resultan destruidas al chocar este contra un túnel, se utilizaron técnicas de animación stop-motion. El túnel era una maqueta de 63 metros que ocupó 14 plazas del estacionamiento de ILM durante dos meses. Se construyó en secciones de 2,4 metros, con bisagras para permitir que cada sección pudiera abrirse al momento de pasar las cámaras entre las mismas. Mientras tanto, Ford y Connery grabaron sus escenas en bluescreen. La secuencia requirió que el coche en el que iban tuviera un parabrisas sucio. Sin embargo, como el parabrisas sucio podría haber interferido con el azul de la pantalla, se eliminó para ser incorporado en la toma posteriormente de forma digital. De igual manera, el polvo y las sombras resultaron de una serie de animaciones hechas con la miniatura del avión para que aparentara que había chocado con las rocas y se había llenado de polvo justo antes de su explosión. En las tomas de fondo de las gaviotas chocando con el avión perseguidor se usaron varios cientos de ornitópteros. Para los planos más cortos, ILM dejó caer cruces cubiertas de plumas sobre la cámara. Estas solo resultaron convincentes debido a que las tomas de la sesión, muy rápidas, simplemente requerían formas que emularan a las gaviotas.
Por otra parte, fue Spielberg quien ideó los tres obstáculos que Indy debía afrontar antes de llegar al Cáliz. Para el primero de ellos, específicamente para las cuchillas que el protagonista esquiva al agacharse como un penitente («Sólo el penitente pasará»), usó una combinación de cuchillas de tamaño real (aunque sin filo) en el decorado del templo y cuchillas en miniatura filmadas en bluescreen por el equipo de ILM. En cuanto a la segunda prueba, en donde Indiana tiene que deletrear «Iehova» para poder continuar con su camino, se pensó originalmente en incluir una tarántula en la escena, que treparía sobre el arqueólogo luego de que este se equivoca en la letra inicial del nombre divino en latín, eligiendo una «J» en lugar de una «I». La secuencia fue grabada pero resultó poco satisfactoria para el director, por lo que se hizo una nueva toma, esta vez con un doble suspendido a través del hoyo que se forma en el suelo, a 9 metros de una caverna, cuando Indy se equivoca de letra. Al resultar una secuencia obscura, no importó que el proceso de pintura de la localización y las maquetas usadas en cada escena se realizaran en una etapa ya avanzada de producción. Finalmente, la tercera misión, el «salto de fe» que Indy debe hacer sobre un barranco aparentemente intransitable, el cual logra superar tras descubrir un puente oculto mediante perspectiva forzada, fue creada con una maqueta de puente de poliestireno extruido (de 2,7 metros de largo por 3,9 metros de ancho) y fondos pintados. Este enfoque resultaba más barato que construir un set de tamaño completo para una secuencia de cuatro o cinco tomas. Desde el punto de observación de Indy, el puente era prácticamente invisible al ser idéntico a la pared de roca opuesta, y solo a través de un cambio de eje de la cámara es que se permite al espectador apreciar el puente oculto. La escena se había rodado varios meses antes de la construcción de la maqueta del puente en bluescreen. Sin embargo, había otro detalle que faltaba, y era relativo a la sombra de Indy. Al haberse grabado en bluescreen no había sombras. Sin embargo, al final de la escena, un rayo de luz se deja ver desde la entrada al lugar y este proyecta la sombra de Indy sobre la pared de roca situada al final del puente. Para conseguirla se utilizó una marioneta con la forma de Ford sobre la maqueta del puente para crear una sombra. Posteriormente eliminaron la marioneta de la toma y la compusieron con la toma original en bluescreen, consiguiendo que Indy tuviera su sombra.
La muerte de Donovan era una escena que Spielberg quería grabar en una sola toma, puesto que así no se vería como si el actor hubiera sido maquillado entre tomas. Para ello, se añadieron cojines inflables a la frente y mejillas del actor Julian Glover, los cuales permitirían que sus ojos se vieran más pequeños durante la fase inicial de descomposición del personaje, además de usarse una peluca mecánica a la que le crecía el pelo. La escena en la que Donovan muere se grabó durante tres meses utilizando técnicas de morphing sobre tres marionetas de Donovan en diversas fases de descomposición, la cual era una técnica que ILM había logrado perfeccionar tras usarla en la producción de Willow (1988). Una cuarta marioneta, de cuerpo entero, se utilizó para la toma en la que la ropa de Donovan se descompone. Por otra parte, poco después, comenzaron a surgir mayores complicaciones debido a que la doble de Alison Doody no había sido grabada para los últimos dos segmentos de la escena, así que el fondo y el cabello de la primera toma tuvieron que ser usados de nuevo, reacomodando de manera digital los demás rostros de las marionetas en la escena. El esqueleto de Donovan se colgó de cables al igual que una marioneta, necesitándose varias tomas para filmar el choque del esqueleto contra el muro. La dificultad radicaba en que, una vez que producía el impacto, no todas las piezas salían despedidas con el choque.
A su vez, Ben Burtt se encargó de diseñar los efectos de sonido. Para simular los ruidos emitidos por las ratas, grabó a varias gallinas. El incendio del castillo la obtuvo a partir de la manipulación digital del sonido obtenido de una taza de espuma de poliestireno. Además, viajó a bordo de un biplano para grabar los sonidos de la escena del combate aéreo, acudiendo asimismo a la demolición de un aerogenerador para el segmento en el que el avión se estrella. Desde un inicio, Burtt tenía en mente darle una mayor importancia al disparo donde Donovan hiere a Henry, y para ello quiso incorporar un eco más resonante. Como solución, decidió disparar un revólver .357 Magnum en el aparcamiento subterráneo del rancho Skywalker. Por otra parte, se usó un globo de caucho para simular las vibraciones del terremoto en el templo. Es destacable mencionar que La última cruzada se estrenó en algunos cines seleccionados en formato de sonido de 70 mm Full-Field, una tecnología que permitía que los sonidos no solamente se movieran desde el frente hasta la parte posterior de una sala de cine, sino también de lado a lado.

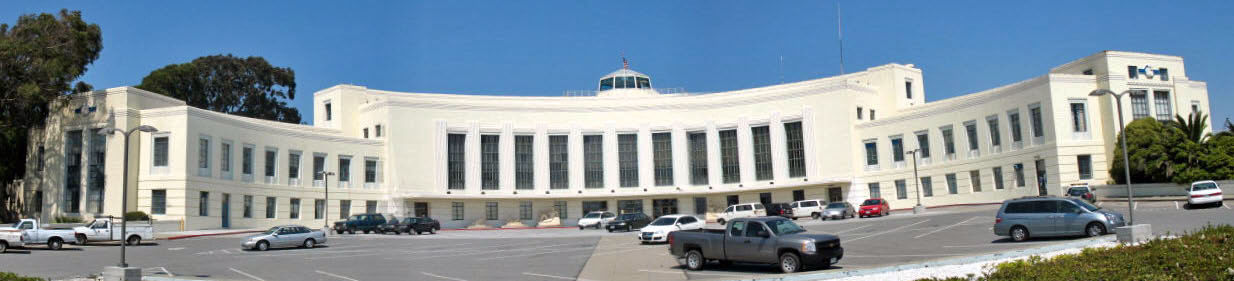
Edificio de administración de la isla Treasure, en San Francisco. Para mostrar el exterior del aeropuerto de Tempelhof se utilizó este edificio, con la adición mediante técnicas de pintura mate de una torre de control, banderas nazis, automóviles de época y un cartel en el que se leía «Aeropuerto de Berlín».

Asimismo, se utilizaron técnicas de pintura mate para crear las escenas del castillo austríaco y el aeropuerto de Tempelhof en Berlín, basadas íntegramente en el uso de edificios reales. El castillo estaba basado en una pequeña fortaleza ubicada en Alemania Occidental (para la película, los encargados de este rubro decidieron hacerla parecer más grande de lo que en realidad es). El efecto de lluvia fue creado al filmar jabón de bórax granulado contra el negro a alta velocidad. De hecho, para que no se asemejara a la nieve, se utilizó una filmación a «doble exposición» en las tomas (dicha técnica consiste en exponer por duplicado un fragmento de una película para crear dos imágenes distintas; la imagen resultante muestra a una sobrepuesta sobre la otra). Por otra parte, para emular el relámpago se recurrió a la animación por ordenador. En cuanto al aeropuerto, el equipo se basó en el edificio administrativo de en la isla Treasure, en la bahía de San Francisco. El edificio, que pertenecía entonces a una base militar, había sido una terminal de hidroaviones en la década de 1930, y poseía una arquitectura art decó adecuada para el estilo visual que se intentaba conseguir en la escena. ILM se encargó de añadir una torre de control, banderas nazis, automóviles de época y una señal que decía textualmente «Berlin Flughafen» (en español, «Aeropuerto de Berlín»). La toma del atardecer en la ciudad de la república de Hatay fue creada también mediante pinturas mate tomando como base una serie de siluetas de edificios y postes telefónicos recortadas pintadas de negro que posteriormente eran iluminadas desde atrás al tiempo que se llenaban de humo. Se usaron también pinturas mate para recrear el cielo y brindar además la apariencia de una fill light (es decir, una técnica en la que se reduce el contraste de una escena y se proporciona, en cambio, una mayor iluminación a las áreas de la imagen que están ensombrecidas) en medio de las sombras, y una rim light (esto es, el proceso de iluminación por la parte posterior de un objeto) en los bordes de los edificios.

### Ilustraciones
Las ilustraciones (pósteres, one-sheets, portadas de libros, VHS y DVD, etcétera) de la película fueron realizadas por Drew Struzan, que ya había participado en el proceso de ilustración de las dos películas anteriores.

### Banda sonora
John Williams, responsable de las bandas sonoras de las películas anteriores de la serie, compuso también la de La última cruzada. Se trataba de la décima colaboración entre Williams y Spielberg hasta la fecha.
La grabación se hizo en los estudios Lorimar de Culver City en California. Warner Bros., a través de sus divisiones musicales Warner Bros. Records y Warner Music Group, se encargó del lanzamiento. Se lanzaron dos ediciones diferentes de la banda sonora, ninguna de las cuales contiene la totalidad de la partitura de la película. El álbum original, publicado en 1989, contiene únicamente trece pistas, con una duración total de aproximadamente 58 minutos, apenas la mitad de la partitura. La calidad de sonido de este primer lanzamiento fue bastante pobre, lo que unido a la deficiente calidad de la grabación provocó la insatisfacción de los aficionados. Su portada usaba la ilustración de Drew Struzan para el póster de la película.
A finales de los noventa, apareció la versión japonesa del álbum, con una grabación de mayor calidad. En 1997 aparecieron ediciones no autorizadas (bootlegs) conteniendo la totalidad de la banda sonora, pero con una calidad también muy deficiente.
En noviembre de 2008 Concord Music Group lanzó un paquete que incluyó las bandas sonoras de las cuatro películas de la serie, Indiana Jones: The Soundtracks Collection. El sonido había sido remasterizado y ofrecía mucha mejor calidad. El paquete constaba de cinco CD, con los cuatro primeros dedicados cada uno a una película y un quinto con material adicional de las partituras de todas las películas así como una entrevista hecha a Williams acerca del proceso de composición del material sonoro. El tercer CD, dedicado a La última cruzada incorporó composiciones inéditas a la compilación original, llegándose a 19 pistas con una duración aproximada de 76 minutos. A diferencia de la primera edición, en la que las pistas no aparecen en el orden en el que aparecen en la película, sino en una sucesión propuesta por Williams, aquí sí se escuchan siguiendo la misma secuencia que el film. En el quinto CD se incluían, aparte de la entrevista a Williams, y cinco pistas de El arca perdida y El templo, otras seis composiciones inéditas, con una duración total de unos 15 minutos. Aun así, quedaron sin publicar aproximadamente 20 minutos.
Seis temas diferentes aparecen en La última cruzada:
- The Raiders March, el tema central de la franquicia, que en La última cruzada aparece solo en los créditos finales;
- el tema del Santo Grial, un tema para el objeto buscado. Se considera una de las mejores piezas de Williams;[67]
- el tema de Henry Jones, un alegre subtema del tema del Santo Grial (algo lógico dada la obsesión del padre de Indy con el Grial);[61]
- la Marcha de los nazis, un tema para los antagonistas de Indiana;
- el scherzo, usado, por ejemplo, en la secuencia de la motocicleta;
- el tema del Caballero.

A continuación se ofrece la lista de melodías que componen la versión musical extendida de la película contenida en Indiana Jones: The Soundtracks Collection:
| CD 3  |                                        |          |  |
| N.º   | Título                                 | Duración |  |
| 1.    | «Indy's Very First Adventureii»        | 12:00    |  |
| 2.    | «The Boat Scenei»                      | 2:23     |  |
| 3.    | «X Marks the Spot»                     | 3:12     |  |
| 4.    | «Ah, Rats!!!»                          | 3:40     |  |
| 5.    | «Escape from Venice»                   | 4:22     |  |
| 6.    | «Journey to Austriai»                  | 0:38     |  |
| 7.    | «Father and Son Reunitedi»             | 1:49     |  |
| 8.    | «The Austrian Wayi»                    | 2:40     |  |
| 9.    | «Scherzo for Motorcycle and Orchestra» | 3:53     |  |
| 10.   | «Alarm!i»                              | 3:06     |  |
| 11.   | «No Ticket»                            | 2:45     |  |
| 12.   | «Keeping Up With the Joneses»          | 3:37     |  |
| 13.   | «Brother of the Cruciform Sword»       | 1:57     |  |
| 14.   | «On the Tanki»                         | 3:38     |  |
| 15.   | «Belly of the Steel Beast»             | 5:29     |  |
| 16.   | «The Canyon of the Crescent Moon»      | 4:17     |  |
| 17.   | «The Penitent Man Will Pass»           | 3:24     |  |
| 18.   | «The Keeper of the Grail»              | 3:24     |  |
| 19.   | «Finale & End Creditsiii»              | 10:40    |  |
| 91:11 |                                        |          |  |

| CD 5  |                                 |          |  |
| N.º   | Título                          | Duración |  |
| 6.    | «Father's Studyi»               | 2:27     |  |
| 7.    | «Marcus Is Captured/To Berlini» | 1:55     |  |
| 8.    | «To the Blimpi»                 | 2:04     |  |
| 9.    | «The Blimp Turns Aroundi»       | 1:30     |  |
| 10.   | «Death of Kazimi»               | 2:27     |  |
| 11.   | «Wrong Choice, Right Choicei»   | 4:36     |  |
| 51:46 |                                 |          |  |

i Indica que la melodía fue incorporada en la edición expandida, distribuida por Concord Music Group en 2008.

ii Indica que incluye materia nuevo, incorporado en la edición expandida.

iii Incluye Raiders' March

Sobre la banda sonora, el equipo editorial del sitio web Filmtracks afirmó que «aunque Williams ha perdido la magia y el fino entusiasmo de El arca perdida, [..] ha mantenido su alto nivel habitual de composición de acción de tal modo que la banda sonora sigue siendo entretenida».

### Características técnicas
Imagen
El formato cinematográfico original es 2.39:1, y fue rodado con lentes anamórficas de la compañía Panavision.
Sonido
La pista de sonido original utilizaba Dolby Stereo SR en las copias en 35 mm, equivalente al 5.1 surround actual. La pista del doblaje en castellano es estereofónica surround.

### Escenas eliminadas
Para La última cruzada se concibieron e incluso grabaron varias escenas que no aparecieron en el montaje final. Se muestran a continuación doce escenas inéditas y las razones por las que el montador Michael Kahn, George Lucas y Steven Spielberg decidieron eliminarlas del montaje final:
- En su inicio se había pensado incorporar un breve segmento en donde los secuaces de Donovan aparecían en los jardines del campus donde enseñaba Indiana Jones y le amenazaban con un arma para que aceptara ir al apartamento neoyorquino del empresario. Temiendo poner en peligro a los estudiantes, Indy accedió a seguirles sin mostrar mayor resistencia. Finalmente, solo quedó la parte inicial, en la que los malhechores abordan al aventurero cuando este va saliendo del campus, y acto siguiente aparece en el apartamento de Donovan sin mayor explicación ni transición.

- En un segmento extendido de la escena en que Indiana y Marcus vuelan a Venecia a bordo de un avión, se consideró en algún momento que el arqueólogo encontrara en el diario de su padre una representación de la textura de la tableta de Donovan (donde se hallan pistas sobre el Grial), y consecuentemente observara un vitral con un caballero medieval, para así relacionar ambas cosas y proceder a investigar en la biblioteca de Venecia. Al final, solamente se añadieron a manera de tomas de fondo, específicamente en la escena donde aparece señalada con una línea roja la trayectoria del avión donde van Jones y su amigo.

- Asimismo, Sallah aparecía con mayor protagonismo en un par de escenas de acción (que más tarde serían eliminadas del montaje final) mientras huía junto con Marcus en Alejandreta. En la primera, el personaje abofeteaba a un camello, lo que provocaba que escupiera un tipo de mucosidad a los nazis que se hallaban cerca. En la escena restante, se enfrentaba a varios nazis.

- Indiana idea un subterfugio para poder acceder, en compañía de Elsa, al castillo de Brundwald, donde los nazis mantienen secuestrado a Henry. Indy se presenta como un lord escocés, imitando el acento de este país. Sin embargo, el mayordomo que le recibe no da crédito a su farsa y le responde diciendo: «Si usted es un lord escocés, entonces yo soy Jesse Owens», refiriéndose al atleta afroamericano que había participado, dos años antes, en los Juegos Olímpicos de 1936 y humillado a Adolf Hitler con sus victorias sobre los «arios» atletas alemanes. Al escribir el guion original, se pensó que la referencia era apropiada, ya que Owens era un personaje conocido y relevante en el momento y lugar en que se desarrolla la escena. Sin embargo, una vez rodada, Lucas y Spielberg decidieron cambiar la referencia, pensando que no sería entendida por la mayoría de un público actual. Su primera opción fue referirse a Mae West, la actriz estadounidense de la década de 1930. Sin embargo, pensaron de nuevo que el público moderno no entendería la broma, por lo que finalmente optaron por referirse a Mickey Mouse, una referencia que sería comprensible tanto por parte de espectadores jóvenes como adultos. A continuación, para evitar que el mayordomo dé la voz de alarma, Indy le golpea y le deja inconsciente, cargándolo a la espalda mientras busca un escondite para el cuerpo del mayordomo. El lugar que encuentran finalmente es un sarcófago, del que, tras cerrar la tapa, se dan cuenta de que tiene una cara muy parecida a la del mayordomo inconsciente. En el montaje final solo se ve cómo Indy golpea al mayordomo, sin que Indy y Elsa le presten mayor atención al cuerpo inconsciente del mayordomo mientras recorren el castillo en busca de Henry.

- Una escena suprimida incluye una aparición del personaje de la controvertida fotógrafa y directora de documentales alemana Leni Riefenstahl. Riefenstahl, que introdujo notables innovaciones estéticas en sus documentales, era también simpatizante de los nazis, amiga personal de Hitler y autora de documentales propagandísticos al servicio de la Alemania nazi, como El triunfo de la voluntad, de 1934, y Olympia, de 1938. Las tomas suprimidas pertenecen a la escena en la que Indy recupera el diario de manos de Elsa y no puede impedir que Hitler se lo firme. La escena completa muestra cómo Hitler y sus lugartenientes llegan a la tribuna para asistir al desfile de los paramilitares nazis y la quema de libros. Aparece también una mujer grabando la escena. Aunque no se menciona su nombre, se asume que se trata de Riefenstahl. La llegada de Hitler y su séquito al lugar y la presencia de la cineasta fueron suprimidas.

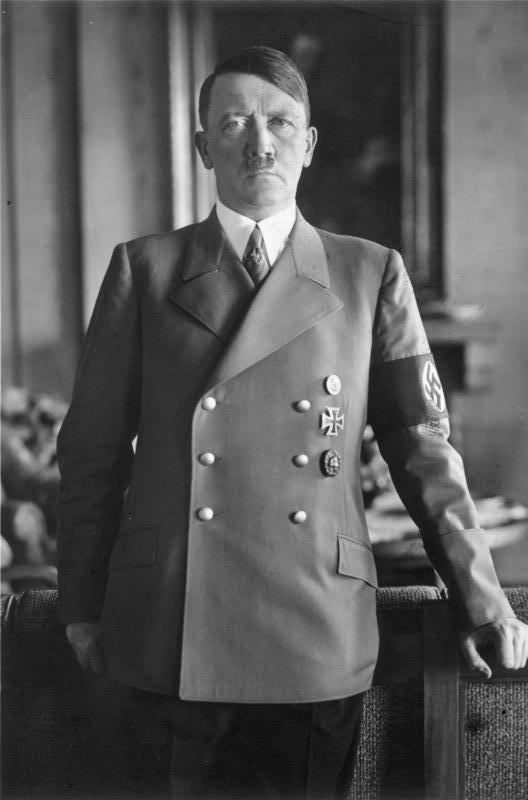
Retrato oficial de Hitler en 1938. En una escena, Indy se encuentra inesperadamente con Hitler, y este, sin saber quien era, le regala un autógrafo. Esta escena pretendía ser más larga. Sin embargo se acortó por causas de tiempo. Además, la crítica calificó esta secuencia como «escalofriante».

- Otra escena eliminada, perteneciente a la estancia de Indy en Berlín, tiene lugar poco después de que Hitler autografía el diario del Grial, cuando un oficial nazi, vestido con una gabardina larga y oscura, le advierte por interferir en la concentración. Al igual que ocurre en El arca perdida, Indy le golpea para robarle su ropa. De esta forma se explicaría cómo Indy lleva ropa de civil y una gabardina negra en la siguiente escena, en el aeropuerto de Berlín, en lugar del traje militar nazi que viste durante su encuentro con Hitler. Lo más probable es que la similitud con la escena de la primera entrega de la serie fuera la causa de la supresión.

- Al principio, había una escena donde se ejemplificaba la astucia de Indiana para evadir situaciones de riesgo. Estaba ambientada en el aeropuerto berlinés desde el que el aventurero y su padre pretenden escapar de los nazis. Justo en el instante en que ambos se preparaban para huir, Indiana reconoce a lo lejos a Vogel y a otros nazis que vigilaban las líneas de venta de los boletos de avión. Para evitar ser vistos, ambos deciden dirigirse a la única línea sin vigilancia aparente, la cual resulta ser la de los dirigibles. Si bien no fue incluida en la edición final, esta toma habría explicado cómo los Jones abordaron específicamente un dirigible y no un avión para evadir a los villanos.

- Siguiendo la línea de escenas de acción que no llegaron a la edición definitiva de La última cruzada, había una donde aparecía un piloto alemán de la Primera Guerra Mundial que, en estado de embriaguez, relataba sus experiencias sobre la Gran Guerra a los pasajeros del dirigible. Justo después de eso, los pasajeros son alertados de la presencia de «espías» (refiriéndose a los Jones) a bordo del dirigible. A continuación, el piloto ebrio descubre a los supuestos «espías» mientras se preparan para huir en el biplano anclado en la parte inferior del zepelín. Ante esto, y con el fin de capturarlos, aborda la otra avioneta que portaba el dirigible, pero olvida encender el motor antes de desprenderla, por lo que la avioneta se desploma contra el suelo. En ese mismo segmento, Pat Roach interpretaba a un oficial nazi que muere junto con el piloto ebrio.

- En otra breve escena se mostraba a Indy y a Henry bajando del tren en Alejandreta para reunirse con Sallah. Esto habría respondido a la pregunta de cómo llegaron a la capital de Hatay y la forma en que conocieron a Sallah. Se trata una simple escena de transición sin gran importancia para la línea argumental que fue eliminada.

- En otra escena relacionada con la estancia del arqueólogo en Berlín, Kazim muere tras recibir un disparo y su cadáver se desliza lentamente sobre el cuerpo de Elsa, que mirándole atónita es manchada de sangre por el mismo. De acuerdo al sitio TheRaider.net, «la escena era en realidad una recreación de la muerte del personaje interpretado por Daniel Gélin en la película El hombre que sabía demasiado, dirigida por Hitchcock».

- De igual forma, en otro segmento de acción eliminado, Indy se percata de una gran explosión ocurrida a varios metros de donde se encuentra, lo cual le hace llegar hasta la base nazi en el cañón de la Media Luna. Así se pretendía que, gracias a este acontecimiento, el aventurero lograra retomar el rastro de los nazis. Por otra parte, dicha explosión habría sido producida por los propios nazis, en sus intentos por cruzar el cañón más rápidamente. La razón para eliminar esta escena era que el diario del Grial tenía un mapa en su interior de dicho lugar, así que resultaba ilógico que Indiana le perdiera el rastro a los nazis y llegara coincidentemente a ese lugar al ser partícipe de esa explosión.

- En cuanto a los desafíos que atraviesa el personaje central en el templo donde se encuentra el Cáliz (en las escenas finales), originalmente el segundo de ellos estaría vinculado con tarántulas que, ocultas debajo del suelo, matarían a quien eligiera la letra incorrecta. La escena fue eliminada para dar lugar al abismo debajo de las tablas de piedra que aparece en el montaje final de La última cruzada.

### Inexactitudes históricas
Existen algunas incoherencias en el desarrollo de los eventos de La última cruzada en relación con los acontecimientos históricos reales. Por ejemplo, la frontera austro-germana dejó de existir en abril de 1938, tras el Anschluss. Aunque la acción de la cinta supuestamente ocurre durante 1938, la existencia de la frontera hace que este acontecimiento deba transcurrir antes de abril. Sin embargo, la república de Hatay solo existió entre septiembre de 1938 y 1939, por lo que existe una incoherencia temporal. Otra inexactitud no mostrada es que Hatay era una república y no un sultanato, por lo que no existe ningún sultán de Hatay. Además, la capital de la república se hallaba en Antioquía y no en Iskenderun (Alejandreta).
Asimismo, se muestra en una escena que los Jones cruzan el océano Atlántico en 1938 por medio de un avión, cuando en realidad esto no pudo hacerse sino hasta 1939. De igual forma, la escena en que Indy y su padre acuden a una quema de libros en Berlín (en 1938) no corresponde con la realidad histórica, puesto que los nazis quemaron libros fundamentalmente tras su acceso al poder, en 1933.

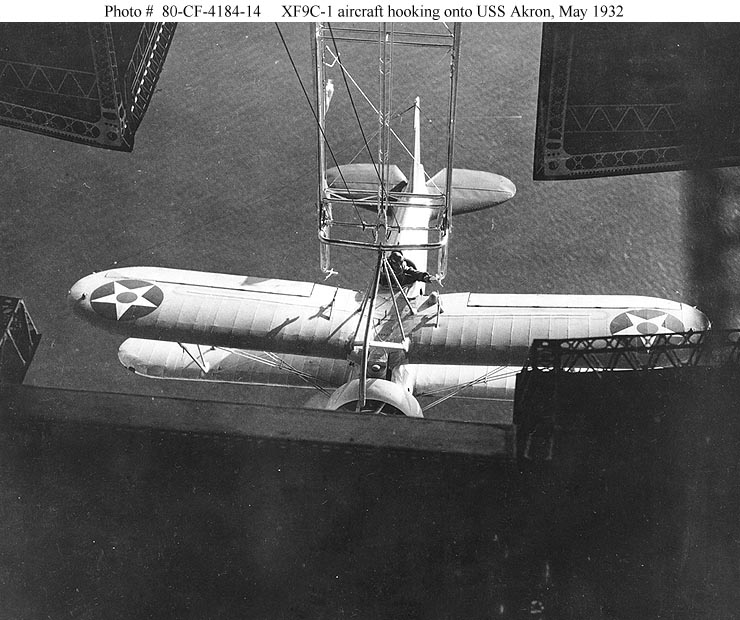
Avión de combate montado en el dirigible estadounidense ZRS-4. Ningún dirigible alemán lo hizo nunca.

El viaje en dirigible está también plagado de inexactitudes. Tras la catástrofe del Hindenburg en 1937, el uso de dirigibles cesó inmediatamente, por lo que resulta imposible que los Jones pudieran haber abordado un dirigible de línea regular en 1938. De la misma forma el modelo LZ 138 del dirigible alemán que aparece en la película es ficticio, puesto que el último dirigible realmente usado por Alemania en el periodo entre las guerras mundiales fue el modelo LZ 130 (el LZ 131 no llegó a entrar en servicio y, al igual que el LZ 130, fue desguazado para aprovechar su aluminio una vez comenzada la Segunda Guerra Mundial). Además, se tiene constancia de que no hubo dirigible alemán alguno que tuviera la capacidad de llevar aviones adosados, algo que solo llevaron a cabo algunos modelos estadounidenses como, por ejemplo, el ZRS-4.

### Mercadotecnia

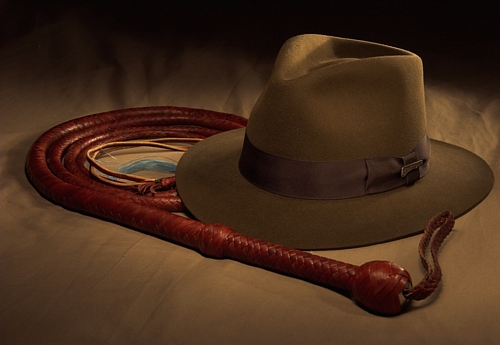
El sombrero fedora y el látigo, elementos clásicos de Indiana Jones. El 26 de mayo de 1989 Ford donó varios sombreros fedora y cazadoras de las que Indy había usado durante la película al Instituto Smithsoniano en Washington D. C.

#### Anglosajonas y de otros países

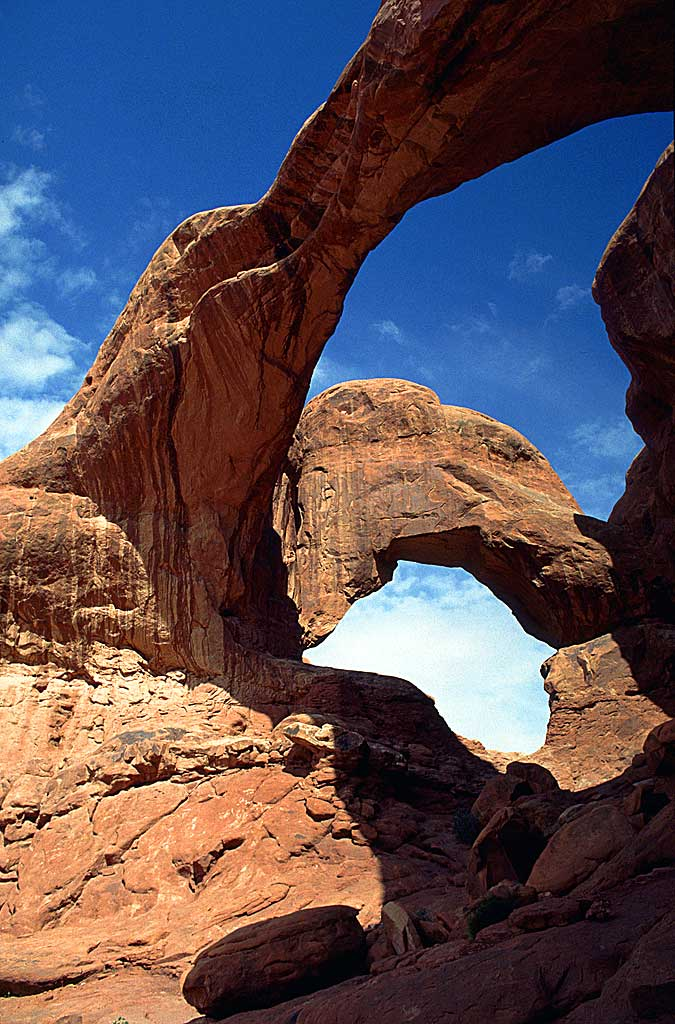
Double Arch en el Parque nacional de los Arcos. El prólogo en el cual el joven Indiana, ya apasionado por la arqueología, marcha con su tropa escultista por el Parque nacional Arches, es considerada por algunos críticos como la única secuencia «verdaderamente original».

#### Iberoamericanas y españolas

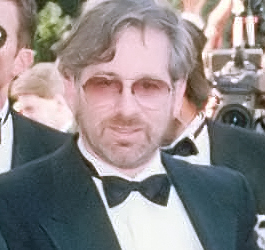
Steven Spielberg en la alfombra roja de la ceremonia número 62 de los premios de la Academia, en la que La última cruzada era candidata en tres categorías.